# فن الشعائر الجنائزية

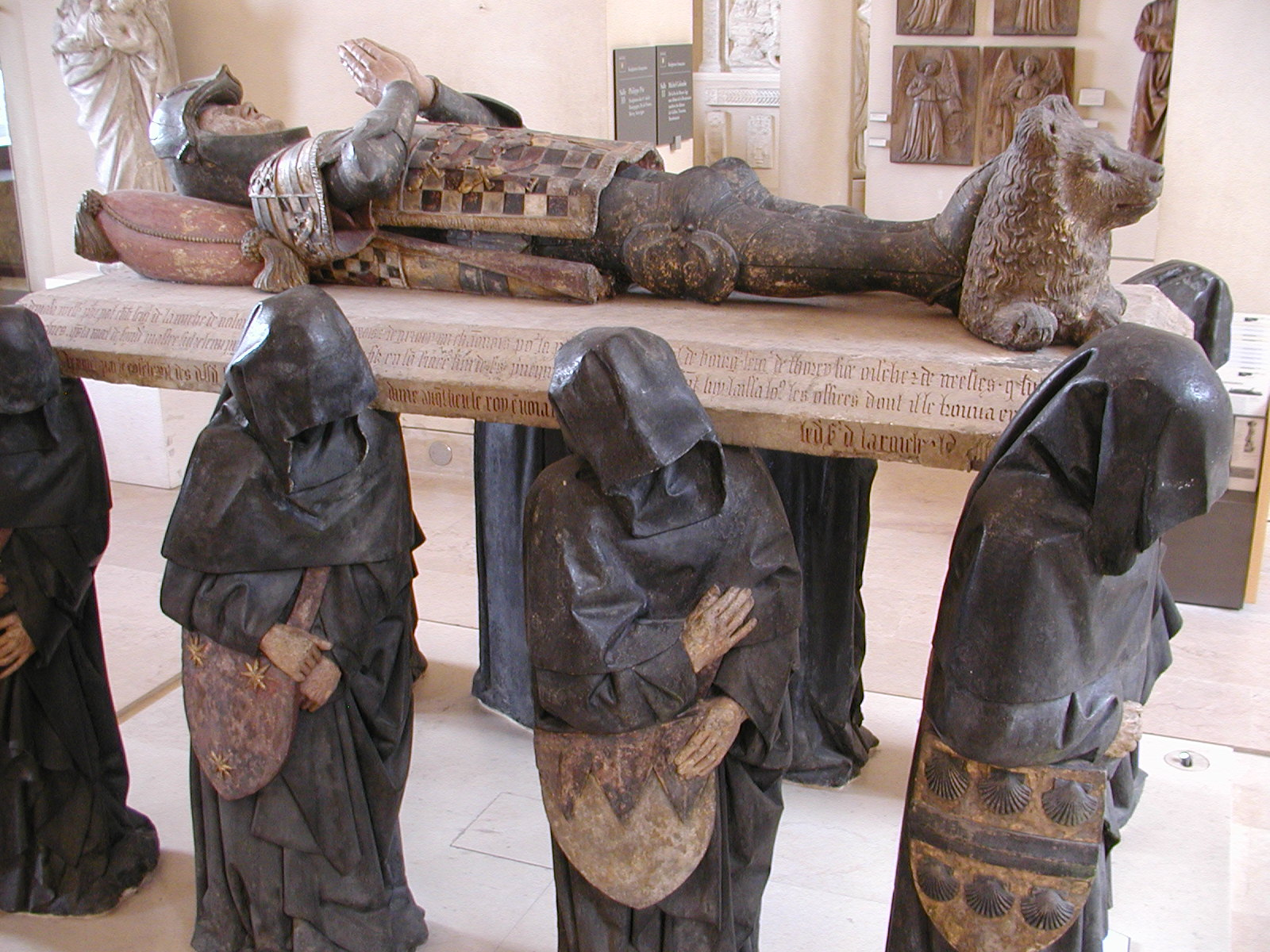
مقبرة فيليب بوت محافظ منطقة بورغندي أثناء حكم لويس الحادي عشر ملك فرنسا

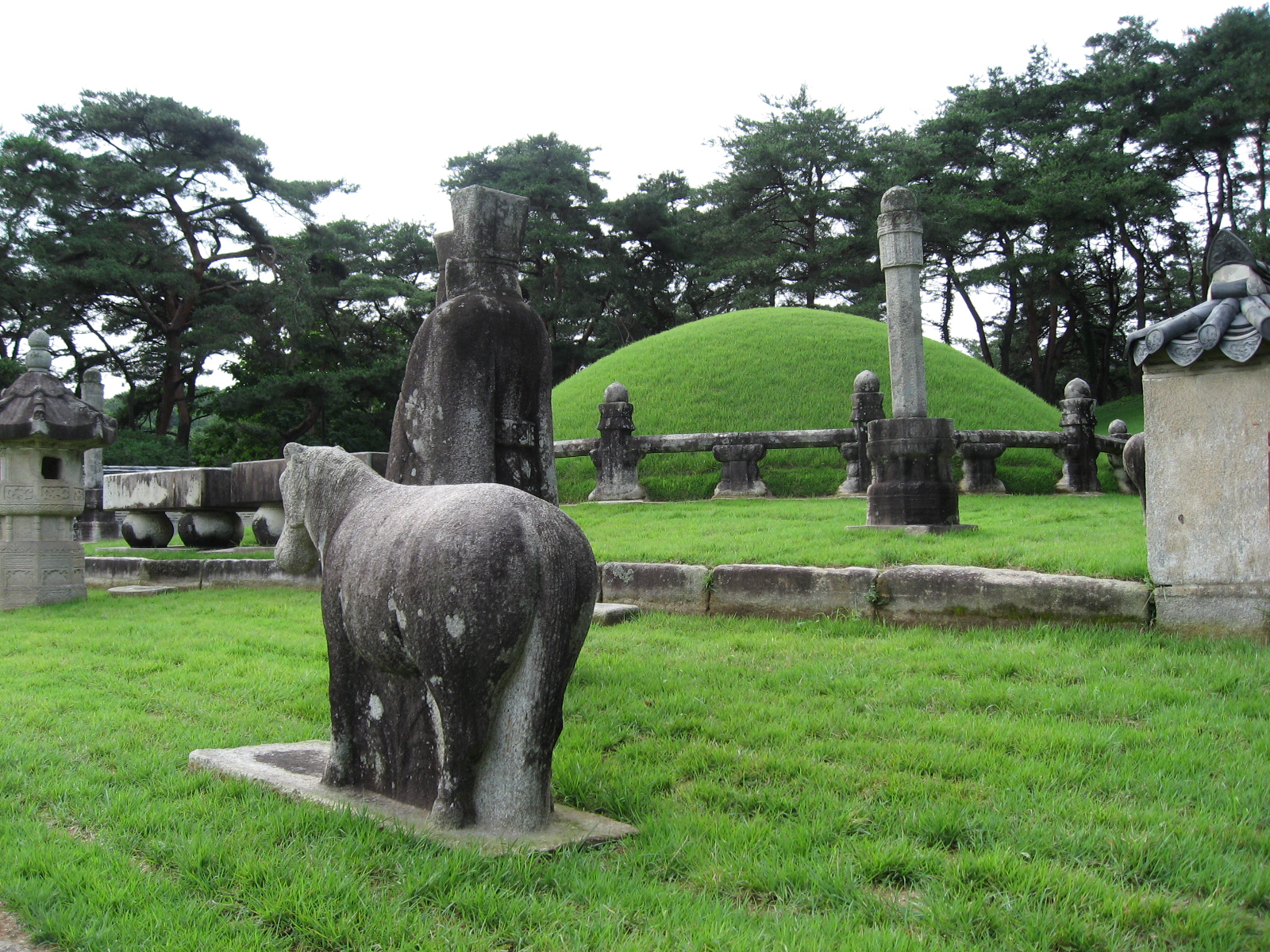
جثوة مقبرة كورية لسيجونغ العظيم ملك جوسون (1450)

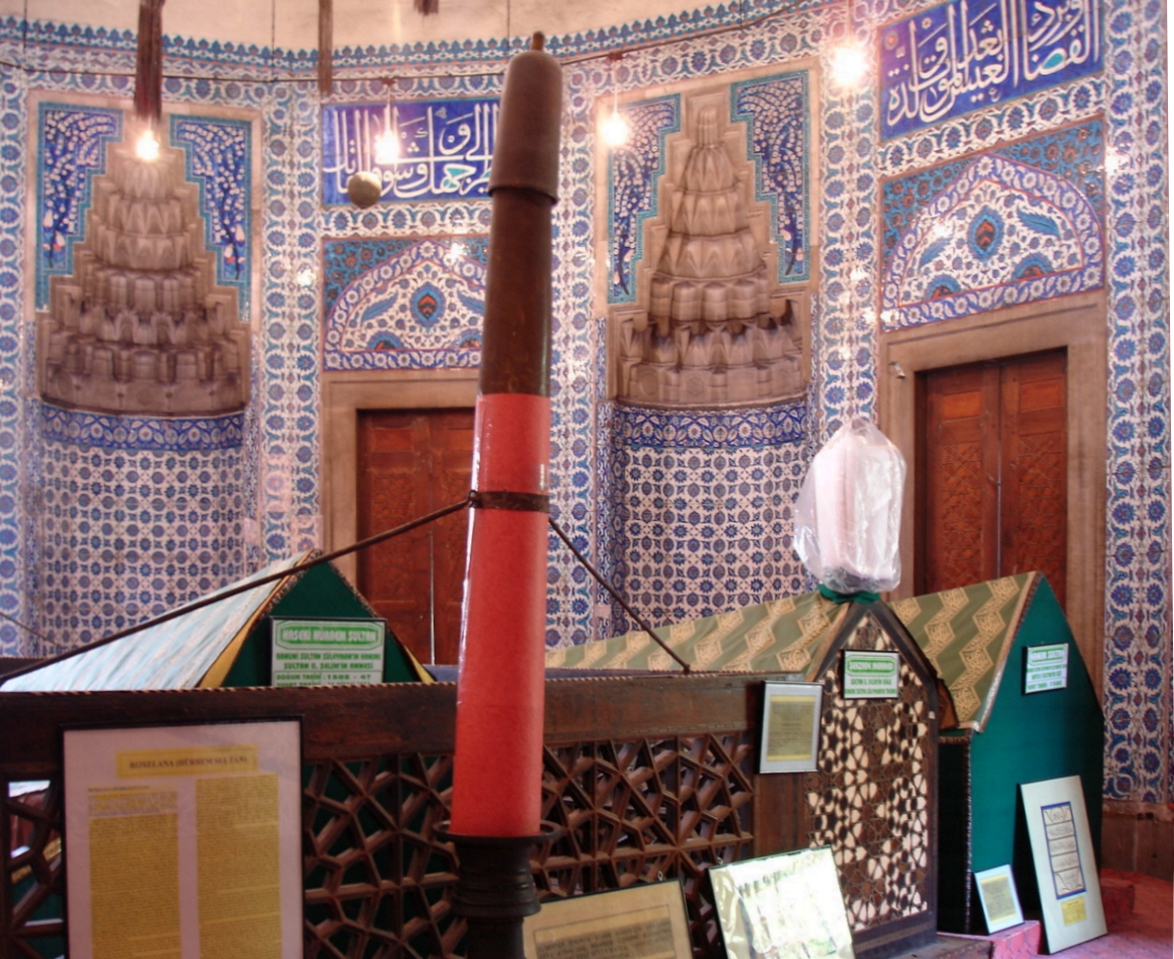
ضريح روكسلانا بمسجد سليمان القانوني بإسطنبول عام 1558

هو أي عمل مختص بخلق فني يُحفظ في مستودع لبقايا الموتى. يشتمل أيضًا هذا الفن على التوابيت وشبيهاتها من الآثار التي لا تحتوي على بقايا إنسانية ولا نصب تذكارية جماعية للموتى مثل تلك التابعة للحروب، قد تحتوي أو لا تحتوي على بقايا إنسانية.
يشغل فن الشعائر الجنائزية عدة أدوار ثقافية؛ فمثلاً يلعب دورًا في مناسك الدفن في هيئة مقالة يقرأها الميت في الآخرة فيحتفل بالحياة وإنجازاته سواء أكانت مراسم للتبجيل يؤديها من هم على صلة قرابة به أو كانت عرضًا علنيًا لفرد من السلالة الحاكمة. تستخدم الشعائر أيضًا للتذكير بهلاك الإنسان المؤكد إذ يكون تعبيرًا عن قيم وأدوار الثقافة كما تكون سلوى أو عزاء لأرواح الموتى تحافظ على الخير فيهم ومانعة إياهم من التدخل غير المرحب به في شئون من على قيد الحياة.
قد يرجع إيداع الحاجيات مع وجود العامل الجمالي الظاهر فيها لشعب النياندرتال من أكثر من خمسة آلاف سنة، ولمعظم الحضارات التي تلتهم أيضّا، ما عدا الحضارة الهندوسية حيث لا نجد فيها الكثير عن هذا الموضوع. إن الكثير من الأعمال الفنية المشهورة في الثقافات القديمة بداية من الأهرامات المصرية وكنز توت عنخ آمون وصولاً إلى ضريح الإمبراطور الأول كين وضريح موسولوس والسفينة المقبرة سوتون-هو وتاج محل هم في الأساس مقابر أو أشياء وجدت حولها وبداخلها. في معظم الحالات كان هذا الفن مخصص لذوي النفوذ والثروة حتى وإن احتوت قبور العامة على بعض الآثار ومرفقات المقابر، لأنها في الغالب تكون من ممتلكاتهم.
هنالك عامل مهم في تطور عادات فن الشعائر الجنائزية، وهو الخط الفارق بين ما انتوي عرضه للزوار والعامة بعد الانتهاء من مراسم الجنازة. وعلى سبيل المثال نجد أن مرفقات مقبرة توت عنخ آمون بالرغم من كثرتها لم تكن للعرض مرة أخرى بعد وضعها، بينما دل المظهر الخارجي للأهرامات باستمرار وبتأثير كبير على قوة مشيديها. مثال آخر لهذا هو تلك المقابر الآسيوية الفخمة. في ثقافات أخرى، ارتبطت الأعمال الفنية بالقبور تقريبًا، ماعدا عددًا محدودًا من مرفقات المقابر، فقد انتووا عرضه فيما بعد للعامة أو حتى للمسئولين عن المقابر على الأقل. في تلك الحضارات ازدهرت العادات مثل الناووس المنحوت وآثار المقابر لإمبراطوريتي اليونانيين والرومانيين والمسيحيين فيما بعد. أما لاحقًا في ثقافة الحياة الكلاسيكية وفي الإسلام كان يشيد الضريح للزوار، وهو أكبر أنواع المقابر.

## مفاهيم شائعة
المقبرة هو مفهوم عام لكل ما يحفظ بقايا الإنسان، أما مرفقات المقابر فهي الحاجيات التي وضعت في المقبرة. مثل هذه الأشياء قد تتضمن ممتلكات شخصية للمتوفى وأشياء صنعت خصيصًا للمقبرة أو أشكال مصغرة لأشياء اعتقدوا أن الميت سيكون في حاجتها في دار للآخرة. اعتمدت معظم الثقافات غير الملمة بالقراءة والكتابة على هذه المصادر لمعارفهم.
في كثير من الحضارات، تغطى الجثوات أو كومات التراب مقابر مدفونيهم المهمين، ويوضع الجسد في تابوت غالبًا ما يكون حجري أو في نعش غالبًا ما يكون خشبي. الضريح هو هيكل نصب ليكون مقبرة في الأصل، وجاء الاسم من ضريح موسولوس في هاليكارناسوس. مفهوم اللوحة التذكارية يعبر عن بناء من الحجر يعرف الآن بالشاهد. توجد السفن المقابر على سواحل أوروبا غالبَا، بينما توجد مقابر العجلات الحربية بكثرة عبر أوراسيا. أما سراديب الموتى -التي من أكثر أمثلتها شهرة هي تلك التي في روما والإسكندرية- فهي مقابر تحت أرضية متصلة بممرات نفقية. تدعى مجموعات القبور الكبيرة المصحوبة بآثار البقايا فوق الأرض مدن الموتى. في حال عدم وجود إحدى البنيات المذكورة تصبح القبور قبور ما قبل التاريخ لا تصحب أي آثار فوقها. أما القبر الأجوف فلا يحتوي على أجساد الموتى بل هو للذكرى فقط.
كلمة جنائزية تعني أي شئ متصل بالقبور والمدافن، لكن هنالك عادة للإنجليزية وهي ربط هذه الكلمة بكل ما هو تذكاري دائم للميت، ليس فقط بالممارسات والفنون التابعة لمراسم الجنائز. في هذا الصدد يعد كتاب جون ويفر «آثار الجنائز القديمة» عام 1631 بالأخص أول كتاب كامل فقط عن كل ما يتعلق بالقبور التذكارية ونقوش الأضرحة التذكارية. لكن عندما نتجه لما هو أحدث نجد أن بعض العلماء تحدوا العرف السائد؛ فمثلاً يثير فيليب ليندلي انتباهنا مشيرًا إلى آثار القبور إذ يقول: «لقد تفاديت استخدام مصطلح» آثار الجنائز«بسبب كون تماثيلها عبارة عن صور مؤقتة بديلة لجثمان من بداخل القبر كي تستخدام في مراسم الجنازة أثناء العصور الوسطى». نجد أيضًا من العلماء من قالوا بشأن هذا الموضوع إنه: «متحذلق إلى حد ما».
هنالك عدة أشكال أخرى حول هذا الموضوع تندرج تحت جنس الفن التذكاري عن الموتى مثل أشكال مواي قي جزيرة القيامة التي نحتت لتشبه وجوه أسلافهم متجمعين لا منفردين إلا نادرًا. يوجد هذا النوع في حضارات متنوعة كحضارة روما القديمة والصين في منازل أحفاد أصحاب الوجوه عوضًا عن دفنهم. تتضمنت حضارات كثيرة فكرة مرشد الأرواح إذ يمثلها على سبيل المثال هيرمز اليوناني وخارون الأتروسكي اللذان قادا أرواح الموتى أثناء عبورهم إلى الآخرة.

## التاريخ

### ما قبل التاريخ
المقالة الأساسية: ميغاليث

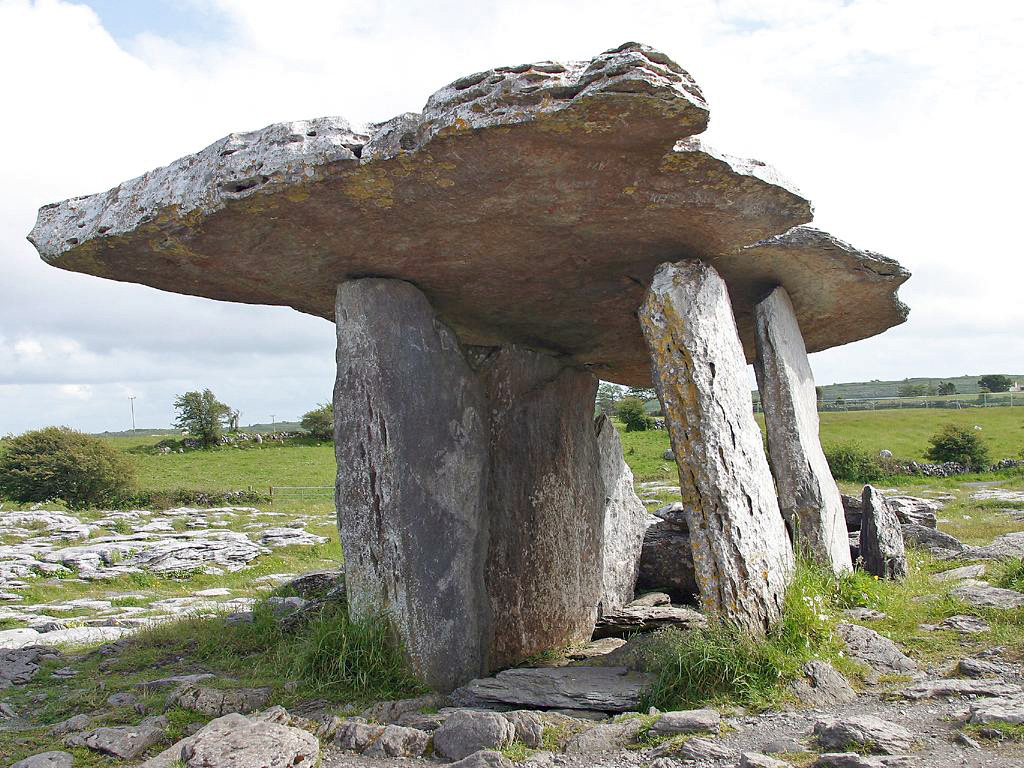
دولمن البولنابرون (أي: فراغ ما بين حجر الرحايا) في أيرلندا تغطي ما لا يقل على 22 جثة ترجع إلى العصر الحجري الحديث.

إن معظم أقدم مباني البشر الأثرية هي قبور صنعت من حجر ميغاليث الضخم. إن أقدم الأمثلة التي اكتشفت ترجع إلى بضعة قرون متداخلة تظهر اختلافًا كبيرًا في الشكل والهدف. ترجع قبور شبه جزيرة أيبيريا بالاستناد إلى إشعاعهم الحراري إلى 4510 قبل الميلاد تقريبًا، كما ترجع بعض قبور منطقة أحجار الكنرنك في بريتاني بفرنسا إلى الألفية الخامسة قبل الميلاد. تعرف القيمة التذكارية لمثل تلك المواقع عن طريق ارتفاعهم، فينقب عن أساس المبنى ليكون أضخم في مرحلة ما. غالبًا ما كانت تُبلغ هذه الغاية عبر تكفين جثة واحدة ووضعها في حفرة أساسية حيث تكون محاطة بخندق واضح ومزراب. يعتقد أن مفهومنا –نحن البشر- عن إحياء الذكرى مربوط بالذاكرة الجماعية، بينما شيدت هذه القبور القديمة غالبًا لتكون نوع من تبجيل الأموات وعبادتهم، ولكن كان هنالك تطور في المجتمعات التي حظيت بتقدم كبير إذ كان لديهم مصدر قوتهم بجانب تشكيل الأدوار والعلاقات الاجتماعية وتخصيص قطاعات لمختلف للأنشطة.
وجد تنوع كبير في القبور في مجتمعات العصر البرونزي والعصر الحجري الحديث، حيث تكرر ظهور الجثوات وصخور الميغاليث الضخمة والفخار. وفي أوراسيا وجد نوع اختفى حاليًا وهو الدولمن؛ بنية حجرية ظاهرة مغطاة بطبقة أرضية للدفن مشكلة الجثوة. كانت الأحجار تنحت في هيئات هندسة (نقوش ما قبل التاريخ) فتوجد أشكال الكؤوس المحاطة بالدوائر. وجدت أيضًا القبور الجماعية، لكن كانت شيفراتها عن السياق الاجتماعي صعبة الفك. ويرجع انتشار جرات الدفن المنفردة أو التي توجد في المقابر الظاهرة إلى حضارة الإيرنفيلد التي اكتسبت هذا الاسم من هذه العادة أو حتى لأوراسيا؛ وهي عبارة عن عظام مدفونة في أواني فخارية. أما الشاهد القائم غالبًا ما يعلم القبور أو يكون نصب تذكاري. لكن تعد الشواهد القائمةالرونية ذات الكتابة الرونية والألواح الحجرية المزخرفة فيما بعد نماذج لقبر أجوف أو نصب تذكاري بعيدًا عن القبر ذاته، واستمروا حتى عهد المسيحية. هنالك أيضًا الدوائر الميغاليثية في سينيغامبيا وهي نماذج إفريقية لاحقة لشواهد القبور.

### مصر والنوبة القديمات
المقالة الأساسية: الفن في مصر القديمة

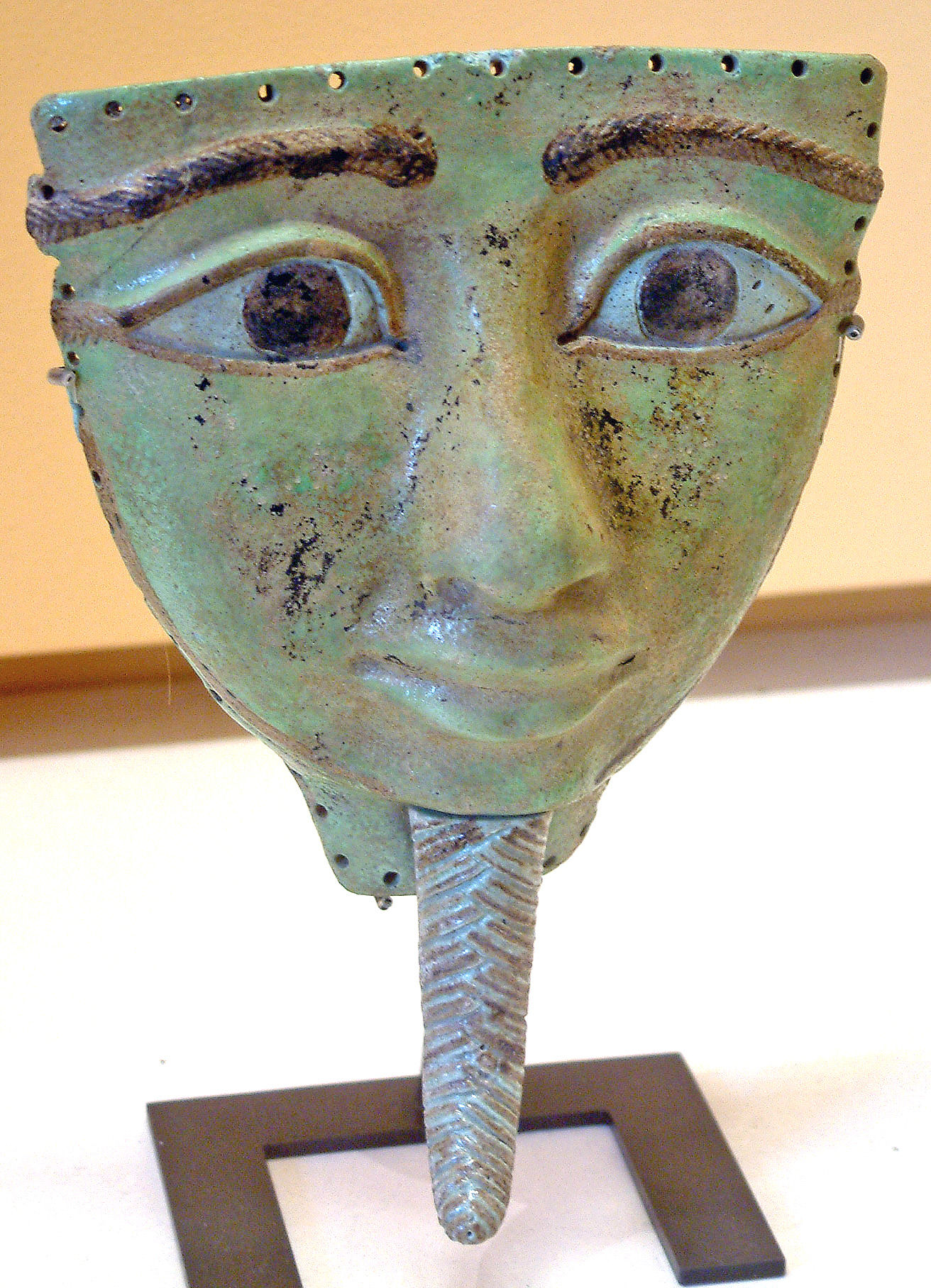
قناع تابوت سيراميكي مصري

ارتبط الفن الجنائزي المصري بالاعتقاد الديني السائد باستمرار الحياة بعد الموت لفترات أطول ارتباطًا وثيقًا، إذ اعتقد القدماء المصرييون بأن "الموت هو مجرد مرحلة حياتية." لم ينتووا القدماء المصريين بالكامل استخدام الأشياء الجمالية والصور المرتبطين بهذا الاعتقاد للحفاظ على الكنوز والثروات والتماثيل من أجل الروح ما بين الحياة وما بعدها "ولتذكرة صاحب المقبرة بحياته... وأيضًا لتصوير مراسم الدفن بحيث تقدم جوًا يوحي بحياة صاحب المقبرة بوجه عام لتفيده في مرحلة بعثه. وفي ذات السياق نجد أن المومياوات المصرية المحفوظة في تابوت مزخرف واحد أو أكثر مشهورة مع وجود الأواني الكانوبية في الأجهزة الداخلية. توضح فئة خاصة من النصوص جنائزية مصرية قديمة أهداف مثل مراسم الدفن هذه. تحتوي قبور المصاطب القديمة على غرف دفن تحت أرضية محكمة الإغلاق، هذا غير المعابد فوق الأرضية للزوار الذين لا يزالون في قيد الحياة التي استمرت في أنواع القبر الأجدد فيما بعد. تعلق صورة تمثال لروح الميت على حائط سرداب متصل بالمعبد عبر منافذ تسمح لروائح البخور بالوصول للتمثال. اعتادوا المصرييون زخرفة جدران غرف الدفن والمعابد المهمة بشكل مبالغ فيه باستخدام النقوش البارزة على الحجر أو الخشب أحيانًا، واستخدام الرسومات توضح الطقوس الدينية، وصور لوجه الميت هذا هذا غير فترات أخرى استخدمت فيها صور مفعمة بالحياة من مشاهد للحياة اليومية تصور ما بعد الحياة. تمركزت زخارف الغرف هذه عادة على الأبواب الوهمية التي من خلالها يمكن لروح الميت فقط العبور حتى يتلقى القرابين والعطايا من من هم في قيد الحياة.
عثر على الفن التمثيلي مثل بورتريه الميت في البدايات واستمر حتى الفترة الرومانية حيث وجدث على توابيت لوحات مومياوات الفيوم المصنوعة من شمع العسل. مع هذا مازالت المناقشات الحادة معقودة حول ما وجد فن التصوير في مصر القديمة. لا يزال الغرض من تماثيل رؤوس القبور المنحوتة في الحجم الطبيعي للإنسان لنبلاء الأسرة المصرية الرابعة غير مفهوم؛ فمن المحتمل أن تكون طريقة سرية لإسقاط فرمان لخوفو الذي منع النبلاء من صنع تماثيل لهم، ومن المحتمل أن تكون صنعت لتحمي روح الميت من الأذى أو لتطرد الأرواح الشريرة بالسحر، ومن المحتمل أيضًا أن تكون قد صنعت لتكون بديلة للجسد تحتفظ بروح الميت في حال تعرض جسده لأي نوع من الأذى.
تم تشييد أبنية أثرية مثل الهرم الأكبر وهرمان أخريان أصغر حجمًا أثناء الدولة القديمة في مدينة الموتى بالجيزة، كما تم بناء مقابر وادي الملوك للسلالة الحاكمة وعلية القوم. في وقت لاحق كانت مدينة الموتى بذيبان موقع مهم في المعابد الجنائزية/المعابد التذكارية ومعابد المصاطب. تأثر ملوك مملكة كوش الذين احتلوا وحكموا مصر بصفتهم فراعنة الأسرة الخامسة والعشرين بالشعائر الجنائزية المصرية بشكل كبير من فكرة التحنيط والأواني الكانوبية وتماثيل الأوشبتي والتماثيل الخاصة بالجنائز. ولهذا قاموا ببناء أهرامات النوبة التي تشبه هرما الأسرة السابعة عشر الصغيران في الحجم والتصميم بطيبة أكثر من أهرامات الدولة القديمة بالقرب من ممفيس.
استخدم عامة الشعب أشكال شائعة من الفن الجنائزي، منهم تماثيل الأوشبتي حتى يؤدوا الشعائر التي قد يطلبها الميت في ما بعد الحياة، ومنهم أنواع من خنافس الروث تسمى بالجعران الفرعوني بالإضافة إلى كتب الميت اعتقدوا في حمايتها للميت في ما بعد الحياة. أما أثناء الدولة الوسطى شاع إضافة التماثيل الخشبية أو الصلصالية المصغرة التي تصور مشاهد من الحياة اليومية إلى القبور، محاولين بذلك إيضاح نشاطات الحياة للميت في ما بعد المحياة، كانت هذه التماثيل تصور العمال والبيوت والقوارب وحتى التشكيلات العسكرية، وبمثل تلك الأمثلة تشكل مفهوم ما بعد الحياة المثالي لدى القدماء المصريون.

### اليونان القديمة

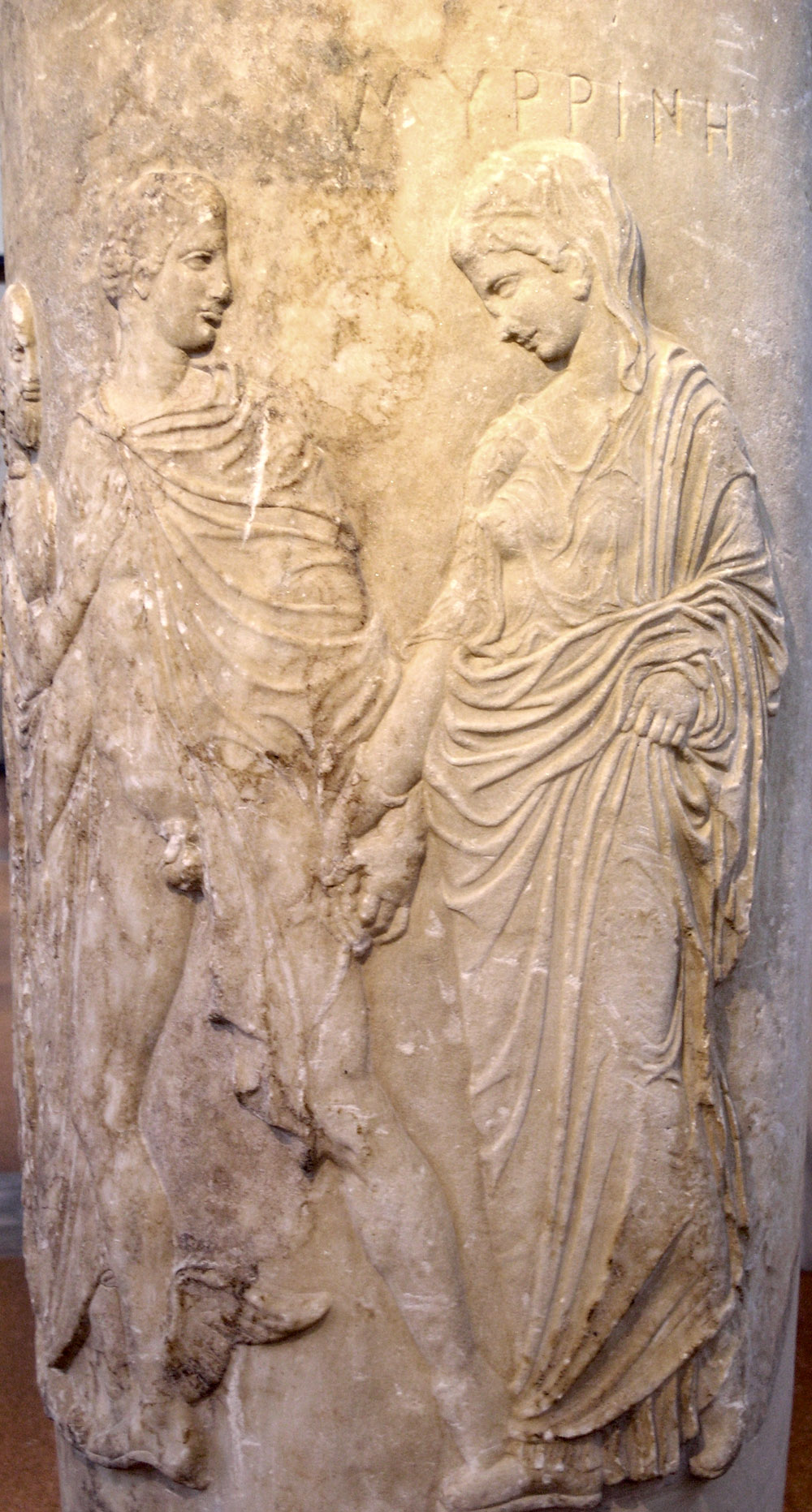
منحوتة بارزة من الليطيثوس الجنائزي المنحوت حيث يقود هيرميز (مرشد أرواح) المتوفاة (ميرين) إلى حادس، تقريبًا عام 430-420 قبل الميلاد (متحف الآثار الوطني (أثينا)).

لم يترك القدماء اليونانيون بشكل عام مرفقات مقابر واضحة، ماعدا خارون وعملته المعدنية والفخار، بينما اعتبرت نقوش الأضرحة التذكارية ذات أهمية كبيرة للغاية، بالإضافة إلى قرابين الحيوانات. في الغالب من كان يقدر على اتباع تلك العادات كان يبني نصبًا تذكاريًا وهو أحد مهام تماثيل كوروس (منحوتات رخامية لشباب) في عصر يونان القديمة قبل حوالي عام 500 قبل الميلاد. لم يهدفوا اليونايين ترك هذه التماثيل كبورتريهات واقعية للميث أثناء بل ظهرت أثناء الحقبة الهيلينية في هيئة منحوتات بارزة مبروزة في الغالب للميت ولمجموعات عائلية. بالنسبة لجدران غرف الدفن، فكانت تدهن باستخدام فن التصوير الجصي بالرغم من قلتها حاليًا إذ لم يبقَ منها إلا القليل في حال جيدة مثل مقبرة الغطاس جنوب إيطاليا وقبور فيرجينا في مقدونيا.غالبًا ما توجد رسومات البورتريهات الوحيدات المتبقية من العادات اليونانية الكلاسيكية في مصر لا اليونان. ولذلك نجد أن لوحات مومياوات الفيوم من نهايات الفترة الكلاسيكية كانت بورتريهات لوجوه ذات طراز يوناني روماني مثبتة على المومياوات.
رصدت مقابر بدايات اليونان فوق الأرض لعدة مرات عن طريق وجود قطعة فخارية كبيرة عليهم إذ كانت تدفن البقايا في جرات أيضًا. استمر استخدام الفخار بشكل كبير داخل القبور والمقابر في الفترة الكلاسيكية. إن التابوت المغلق في الغالب هو تابوت صغير أو صندوق لرماد البشر مصنوعة من طين النضيج المزين. ارتبطت أواني لوتروفوروس الفخارية ذات الممسكين بحفلات الزفاف حيث استخدموها لحمل المياه من أجل اغتسال الزواج، كما وضعت في قبور العازبات «ربما ليعوضوهن بطريقة ما عما فاتهن في الحياة» بينما كانت لأواني الييطيثوس الجنائزي الفخارية ذات الممسك الواحد عدة مهام منزلية، لكن مهمتها الرئيسة خارج المنزل كانت تزيين القبور، فترسم عليها بضعة مشاهد عن من عبر إلى الحياة السفلى في حادس حيث يصور الميت بجانب هيرميز أو خارون أو كليهما، وإن كانوا يصوروا بجانب خارون أغلب الأحيان. أحيانًا ما توجد التماثيل الصغيرة أيضًا رغم عدم التأكد مما إذا كانت صنعت خصيصًا للقبور؛ فقد اختلف الأمر في حالة التماثيل الفخارية الهلنستية الصغيرة من الحقبة هيلينية. توجد الفضيات بأعداد أكبر حول حدود اليونان مثل مقابر فيرجينا الملكية في مقدونيا القديمة، وأيضًا في الحضارات المجاورة مثل حضارات تراقيا أو حضارات السكوثيون.
جمع توسع الحضارة الإغريقية الشعوب ذوي العادات المختلفة في بناء القبور بعد فتح الإسكندر الأكبر لها في مجال الحقبة الهيلينية مما أنتج تصاميم جديدة في إسلوب الفن الإغريقي. قبل دخول الإسكندر بثلاثين عامًا كان ضريح موسولوس (353 ق.م) الساتراب أو الوالي شبه المستقل تحت حكم الإمبراطورية الفارسية في الحقبة الهيلينية استثنائية بالكامل بالنسبة للإغريقيين، إذ كانت هي والأهرامات المصرية المقابر الوحيدة ضمن عجائب الدنيا السبع. إن الشكل المتطابق مع ضريح موسولوس، الذي استنادًا إليه أطلق الاسم على الضريح غير واضح الآن، لذلك هنالك عدة إعادات إعماري بديلة تهدف لتجميع الأدلة الأثرية مع الأوصاف الأدبية. لقد كان الضريح في حجم تصاميم المعابد اليونانية ذاتها بالإضافة إلى بعض من عناصرها باختلاف أنه كان رأسيًا أكثر ذا قاعدة مربعة وسطح هرمي الشكل. كانت هناك أعداد من المنحوتات التي منها معظم القطع الأثرية القليلة المتبقية إلى الآن التي توجد حاليًا في المتحف البريطاني. هنالك حكام آخرون محليون هيأوا أفاريز معبد فن النحت البارز المجسم لتوابيت الحجرية الضخمة جدًا، بادئين بذلك عادة قُدر لها أن تكون ذات تأثير كبير على الفن الغربي حتى الكلاسيكية الحديثة في القرن الثامن عشر. أما في أواخر القرن الرابع فقد صنع بالفعل تابوت الإسكندر الحجري لحاكم شرقي هيليني آخر، فوجد في صيدا بلبنان المعاصرة موقع ذا عدد جيد من التوابيت الحجرية. يظهرا جانبا التابوت الطويلان انتصار الإسكندر الساحق في معركة إسوس وفي صيد الأسود. إن مثل تلك المشاهد العنيفة كانت شائعة على التوابيت الحجرية المبهرجة من تلك الفترة إلى ما هو أحدث، إذ تم إحياؤها بطريقة خاصة في الفن الروماني من القرن الثاني. من جهة أخرى شاعت المشاهد الأكثر سلامًا على توابيت حجرية أصغر وخاصة توابيت ديونيسوس.

### حضارة الأتروسكيون

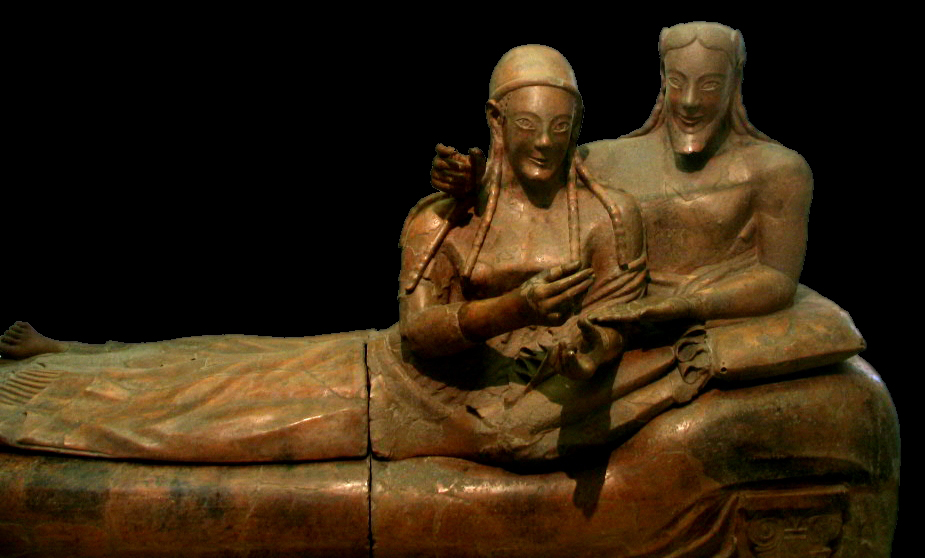
تابوت الزوجة الحجري الأتروسكي في المتحف الأتروسكي القومي بإيطاليا

إن ما يشكل معرفتنا الحالية بفن وحضارة الأتروسكيين التي كانت ند لثقافة روما القديمة حتى دمجت معها في آخر المطاف، هي الأشياء التي ارتبطت بالموت خاصة التوابيت الحجرية والأواني الفخارية التي كانت تحفظ الرماد البشري. أحيانًا ما ترسم صورة للميت على التابوت الحجري وغطاء الأواني الفخارية. تُعرض هذه الصور في بعض أنواع الفن الأتروسكي متضمنة إشارة قرون الشيطان حتى يصير القبر مجسمًا.
الدافع وراء الفن الجنائزي في القرنين السادس والسابع قبل الميلاد كان دافعًا إحتفاليًا عادة، يتضمن الراقصين والمغنيين أو المنافسات الرياضة في بعض المرات. أحيانًا ما توجد السلطانيات المنزلية والكؤوس والأباريق في القبور بالإضافة إلى أنواع من الأطعمة مثل البيض والرمان والعسل والعنب والزيتون حتى يستخدمها الميت بعد الحياة. أما منذ القرن الخامس تغيرت الأحوال لتصبح مشاهد الفراق أكثر كآبة وترويعًا إذ يُصور الميت وهو يترك أحبابه وتحيط به شياطين العالم السفلي ومرشدوا الأرواح مثل خارون أو الأنثى الشيطان المجنحة فانث. أحيانًا ما تُصور رموز العالم السفلي هذه وهي تشير للإنسان في عجالة لتأخذه بعيدًا. كانت مصافحة الأيدي عنصرًا آخرًا عند رحيل الميت عن الحي. هذه الطقوس كانت تقام عادة أمام أو قرب مدخلاً مزدوجًا يفترض أنه بوابة العالم السفلي. بينما تصرح أدلة أخرى في بعض الفنون الأخرى "إن مصافحة الأيدي كانت تحدث في نهاية الرحلة حيث توضح الترحاب بالميت في العالم السفلي.

### روما القديمة

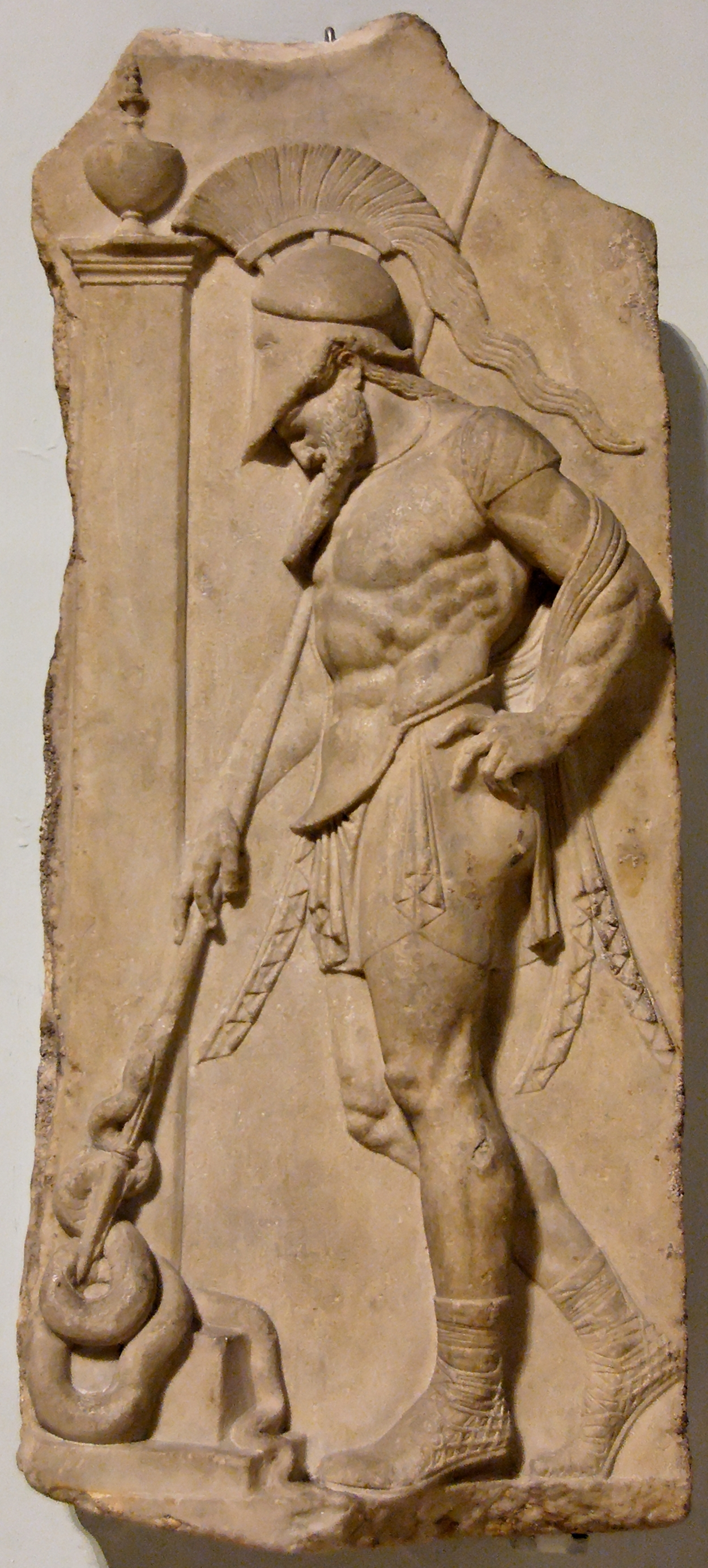
من رودس. محارب يرتدي درع وخوذة مستند على رمح أمام شاهد جنائزي؛ يمثل الثعبان روح الميت. يتبع الرخام (عمل فني روماني من القرن الأول قبل الميلاد) النمط الإغريقي الكلاسيكي من القرن الخامس قبل الميلاد.

تأثرت مراسم دفن القدماء الرومان بكلاً من حضارتي مقاطعتي الحضارات القديمة المهمة أي يونان ماجنا غراسيا والأتروسكيين عندما احتلتهما عند توسع دولتهم. كان حريق الموتى هي العادة الأصلية في روما القديمة، إذ كانوا يضعون البقايا المحروقة في جرة أو صندوق للرماد البشري أو أصيص بداخل مقبرة رومانية عادة، بينما استخدم الناس عادة حول روما وقبل فترة الرومان أواني فخارية منزلية صغيرة تشبه الأكواخ. أما منذ القرن الثاني من التأريخ الميلادي تقريبًا أصبح الدفن (دون حرق) في التوابيت الحجرية ذات النحت البارز أكثر انتشارًا لمن يقدر على تكاليفه. وضعت رصيعات (ميداليات) منحوتات البورتريهات ذات النمط الإغريقي على لوحات تذكارية أو أضرحة رومانية صغيرة للأغنياء تغطي إناء فخاري أو تابوت حجري في أماكن تكون فيها مرئية بوضوح للناس مثل الطرق لتخلد ذكرى الميت. غالبًا ما تعرض توابيت الأزواج أكثر من المدافن المزدوجة لتوضح التوق إلى التجمع مرة أخرى ببعضهما فيما بعد الحياة.
في فترات لاحقة أصبحت المنحوتات في هيئات راقدة كما هي ظاهرة في الاجتماعات وأثناء أوقات الطعام تبعًا للنمط الأتروسكي الشائع. كانت مقابر عائلات أواخر الرومانين الكبرى عبارة عن أضرحة كبيرة مثل مقبرة تسيبيوس، مزودة بمرافق تضمنت مطابخ وغرف نوم للزوار الذين في قيد الحياة. تحولت قلعة سانت أنجلو التي بنيت خصيصًا لهادريان إلى حصن. مقارنة بالأتروسكيين نجد رسومات حول مواضيع مهمة أو أنشطة ممتعة مثل الصيد رغم عدم الاهتمام الكبير بإمدادات الحياة للميت. حفظت بورتريهات الأسلاف التي غالبًا ما كانت في هيئة أقنعة شمعية في المنازل وخصيصًا في خزاناته، بينما عرضت العائلات الأرستوقراطية الكبيرة بورتريهاتهم في ساحات البيوت الرومانية (دوماس). كانت الناس ترتدي تلك الأقنعة مع ارتدائهم زي مترتبط بمن يمثلوه في مسيرات لأعضاء العائلة على حد قول بلينيوس الأكبر وبوليبيوس. وصف أيضًا بلينيوس عادة رسم نصف بورتريه للسلف على درع دائري برونزي (كليبيوس) ثم تعليقه في معبد أو أي مكان عام آخر. لكن الآن لا يوجد أي أمثلة على أي منهم.
بحلول نهايات الجمهورية الرومانية كانت هناك منافسات كبيرة بين الرومانيين الأثرياء حول أفضل القبور مكانًا، التي حفت كل الطرق المؤدية للمدينة ووصولاً إلى المدافن الجدارية، هذا غير التفكر في تصاميم للقبور متنوعة غريبة غير اعتيادية لجذب انتباه المارة ولتخليد ذكرى الميت ولتعاظم هيبة عائلته. بنيت أمثلة لتلك المقابر في العقود الأولى القليلة من ما بعد الميلاد مثل مقبرة الخباز يوريساسيز وهو عبد حُرر، وهرم سيشيوواس، وضريح كاسيليا ميتالا.
في إيطاليا، كانت التوابيت الحجرية تبنى غالبًا لتوضع أمام جدران المقبرة، وكانت زخرفة هذه التوابيت على ثلاثة من جوانبها فقط، على عكس أنماط المنفصل/المنعزل في اليونان والإمبراطورية الشرقية. أما في توابيت أواخر عصر الجمهورية الرومانية أصبح فن النقوش البارزة الهيليني أكثر اكتظاظًا وازدحامًا مثل تابوت بورتوناتسو الحجري من القرن الثاني، هذا غير ظهور أنواع وأشكال متنوعة مثل النوع العمودي «ذو الخلفية الأثرية عن العواميد والمحاريب/الحنيات/المشكاوات لتماثيلها،» مثال مشهور من البدايات المسيحية هو تابوت جونيوس باسوس الحجري، الذي استعمل من أجل مهتدي جديد مهم توفى عام 359. صُدّرت فيما بعد عدة توابيت حجرية من المراكز الرائدة في أنحاء روما. لقد طور الرومانيون صياغة الأفكار الدينية والفلسفية لتصبح كتابات روائية من الميثولوجية الإغريقية تعامل مجازيًا. ثم حولوا فيما بعد هذه العادة لأفكار مسيحية مستخدمين استشهادات إنجيلية.

### الصين

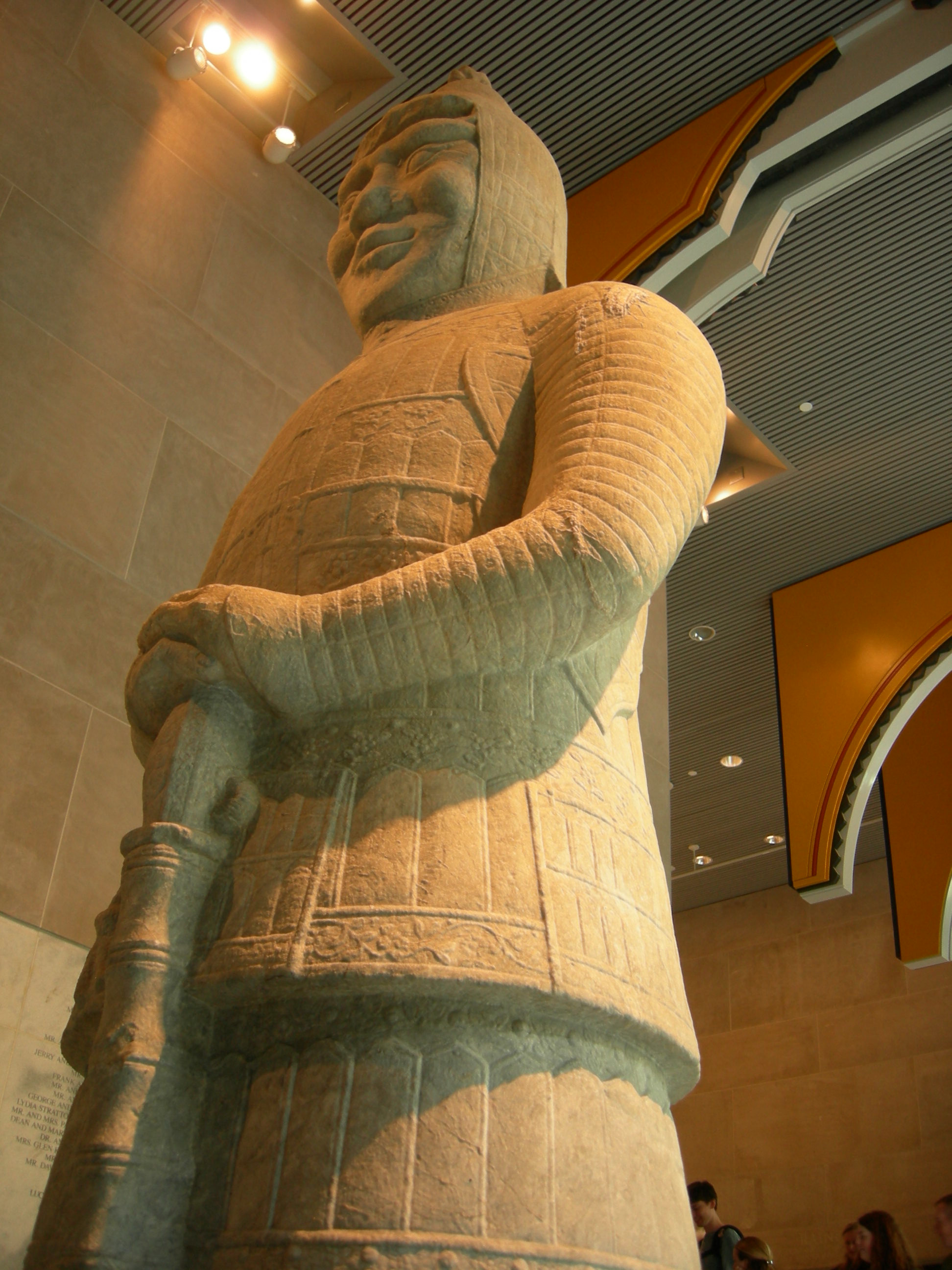
تمثال لحارس عسكري من فن الشعائر الجنائزية الصينية. متحف سياتيل الفني بسياتيل، واشنطن.

اختلف فن الشعائر الجنائزي كثيرًا في تاريخ الصين. فنافست مقابر الحكام الأوليين مقابر القدماء المصريين من حيث التعقيد وقيمة مرفقات قبورها، كما نهبها سارقي القبور على مدار القرون مثل نظيراتها في مصر أيضًا. لفترة طويلة، اعتبر العلماء المراجع الأدبية عن بذات الدفن اليشمية أساطير خيالية، لكن تم اكتشاف عدد من أمثلتها في القرن العشرين، والآن يُعتقد في شيوع هذه البذات إلى حد ما بين الحكام الأوليين. ازدادت المعرفة بصينيو ما قبل الأسرات عن طريق الاكتشافات المذهلة في سانكيندجوا ومواقع أثرية أخرى. فكان من الممكن نصب جثوة ضخمة ولاحقًا أضرحة. إن تعدد الأشكال البرونزية الطقسية الضخمة والمميزة لمملكة شانغ قد تكون صنعت للدفن فقط؛ فمقبرة فو هاو (حوالي 1200 قبل الميلاد) هي واحدة من مقابر ملكية قليلة تم اكتشافها غير ممسوسة بسوء من تلك الفترة، بينما ظهر الفن الجنائزي في الأسواق الفنية دون سياق أثري.
أدى اكتشاف منحوتات جيش تيراكوتا في عام 1974 إلى تحديد مكان ضريح الإمبراطور الأوّل كين (الذي توفى عام 210 قبل الميلاد)، ولكن لم يتم العثور على جثوة هذه المقبرة التي تم ذكرها في الكتابات الأدبية المتبقية. أظهرت بقايا عدة مقابر ترجع لمملكة هان متبقة فوق الأرض العادات التي استمرت حتى نهاية الحكم الإمبراطوري. تعد المقبرة ذاتها قصرًا تحت أرضي تعلوه جثوة محكمة الغلق ومحاطة بجدار، مع وجود مباني عدة تبعد حتى نهايات طرق لمشاهدة طقوس التبجيل حيث يقيم الموظفون المستديمون والزوار الذين يقومون بطقوس التبجيل، هذا غير البوابات والبروج ومبان أخرى.
عادة ما تتصل مقابر الإمبراطورية الصينية بطريق يسمى «طريق الأروح» محفوف بتماثيل حراس آدمية أو حيوانية يصل طولها إلى عدة كيلومترات أحيانًا. توجد أيضًا هناك لوحات تذكارية موضوعة أعلى ظهر تماثيل لسلاحف ملقبة بال (بيكسي) لتمجيد محاسن الميت، لذلك كانت هي محط الأنظار. أما بالنسبة لمقابر ممكلة هان فكانت تماثيلها تماثيل أسود وكائنات كمير (كائنات خرافية)، لكن في ما بعد ذلك تنوعت أشكال التماثيل إلى حد كبير. من أمثلة المقابر المنهوبة ذات الرسومات الجيدة هي مقبرة الإمبراطورة الأرملة وينمينغ (وكذلك فينغ) من القرن الخامس الميلادي، كذلك أيضًا مجموعة أضرحة كايلنغ العائدة لمملكة تانغ من القرن السابع ميلاديًا التي تعد مثال قديم لمجموعات جيدة الحفظ عامة.
كانت مقابر مجموعة غوغوريو من مملكة تعود للقرن الخامس والسابع ضمت كوريا الحديثة تحت رايتها غنية بالرسومات خاصة. في عام 1956، تم التنقيب عن واحدة فقط من المقابر الإمبراطورية لأسرتي مينغ وكينغ، ومع مثل ما حدث لها من نتائج كارثية، قررت الدولة عدم المساس بها وتركها كما هي للحفاظ على آلاف الأشياء الموجودة بداخلها.
يعرض متحف «مقبرة لى تشنغ أوك» من مملكة هان في هونغ كونغ مقبرة متواضعة جدًا لأسرة متوسطة من مملكة هان، وأيضًا مقبرة عائلة (وو) من مقاطعة جيا شيانغ التي ترجع لمنتصف القرن الثاني. إن مجموعة «شاندونغ» هي الأهم بين مجموعات المقابر العامة من حيث الأحجار الجنائزية. قد تزين جدران غرف الدفن وغرف تقديم القرابين في المقابر الثانية التي تعود لفترة مملكة هان ببلاط حجري إما منحوتًا أو منقوشًا بنقوش غائرة جدًا عن مشاهد متنوعة وكثيرة، ولذلك فهي تعتبر المؤشر الأساسي لنمط التصاوير الجصية لقصر تلك الفترة الضائع. مع العلم بوجود اختيار أقل تكلفة أيضًا وهو استخدام ألواح القرميد الطيني الكبير فينحتوه وينقشوه قبل عملية الصقل (أي تعرضه للنار في الأفران). أما بعد ظهور البوذية أصبحت عادة الأرائك الجنائزية المنحوتة في هيئة مشاهد مشابهة، دينة بشكل عام. بينما صنعت خلال مملكة هان مباني لقوالب سيراميكية كي تصحب الميت في القبر، وإليها يعود الفضل في معرفة الفن المعماري الصيني القديم. تلا ذلك أثناء عصر السلالات الست استخدام منحوتات مصغرة للمباني والتماثيل والناس والحيوانات في تزين أعلى أواني هانبينغ الفخارية. وبالنسبة لمظهر المقابر الخارجي فهي تتضمن قرميد أثري أو أعمدة بوابات حجرية منحوتة، ويعود مثال أول بناء معماري صيني متبقي فوق الأرض لعام 121 قبل الميلاد. أما مقابر مملكة تانغ (618-907) فغالبًا ما تكون غنية بتماثيل لخيول فخارية لامعة وخدم وأشياء أخرى ذات قيمة عالية جدًا لإتقان صنعها ولأنماطها الحرة. بعد ذلك بلغ الفن الجنائزي ذروته في عهد كلا من الملكين سونغ وجين، علمًا بأن أكثر المقابر روعة هي التي بناها أثرياء العامة.
تظهر مراسم الدفن في البدايات اعتقادًا قويًا في حياة ما بعد الموت وعبور الأرواح إليها الذي احتاج تسهيلات ما. كانت الجنائز والنصب التذكارية فرص لتأكيد مثل هذه القيم الثقافية مثل «احترام الأجداد، وتكريم وتقدير من هم أكبر سنًا، والاتزام بالواجبات لصغار السن.» قد يشير رمز المرأة على الأبواب في الجنائز الصينية الاعتيادية إلى «خيال ذكوري أساسي عن جنة ما بعد الموت التي لا تقيدها أي قيود؛ إذ تقف تلك المرأة في جميع مداخل البيوت تنظر للزوار الجدد فترحب بهم إلى غرفهم.» تصف كتابات مملكة هان أحيانًا حداد الأجداد على رعاياهم، فمثًا نص نقش الشاهد الجنائزي لابنة حبر ملكي من المملكة الذي يوضح «ألم وحزن» ابنيها عليها:
| 不享遐年 | لم تنعم بتقدم العمر                      |
| 以永春秋 | عبر الأعوام الطويلة                      |
| 往而不返 | فقد ذهبت ولن تعود،                       |
| 濳淪天幽 | فقد غرقت في أعماق الظلمات المعتمة.       |
| 嗚呼哀哉 | واحسرتاه، يا له من مشهد مؤسف بالفعل!     |
| 凡席虛設 | فالطاولات موضوعة والحصير على غير اعتياد، |
| 幃帳空陳 | والستائر علقت عبثًا.                      |
| 品物猶在 | ولا تزال حاجياتها موجودة،                |
| 不見其人 | نعم نحن لا نرى شخصها.                    |
| 魂氣飄飄 | ولكن طيفها يتحرك هنا وهناك.              |
| 焉所安神 | فكيف لنا أن نريح طيفها?                  |

### كوريا

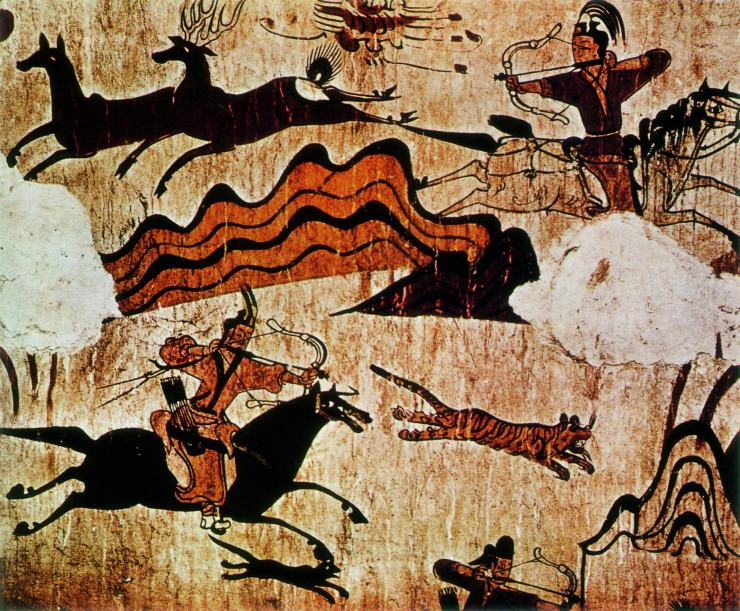
مشهد للصيد على الجدار الشمالي من الغرفة الرئيسة في مقبرة مايونغ تشونغ (مقبرة الراقصين)، (القرن الخامس قبل الميلاد)، جيآن.

إن الرسم الجداري في مجموعة مقابر غورغوريو هي أمثلة لرسومات كورية ترجع لعهد ممالك كوريا الثلاث. وبالرغم من العثور على آلاف من هذه القبور، توجد حوالي مائة فقط منهم تختوي على رسوم جدارية. في الأغلب تسمى المقابر باسم الفكرة الرئيسة لرسومها الجدارية مثل: مقبرة الراقصين (مايونغ تشونغ)، ومقبرة الصيادين، ومقبرة الأربع أرواح، ومقبرة المصارعين. يشيع عنصر تقديس الأجساد هناك، كما هو الحال في تصوير أحداث من حياة السلالة الحاكمة والنبلاء الذين قد دفنت أجسادهم. من الأمثلة على هذا هي الشمس، فتظهر في هيئة غراب ذي ثلاثة ركائز داخل عجلة ما. وأبضًا مجموعات النجوم التي تضمنت بشكل خاص الأربعة رموز الصينية المتكونة من: التنين الأزرق السماوي (اللازوردي) من الشرق، والطائر القرمزي من الجنوب، والنمر الأبيض من الغرب، والسلحفاة السوداء من الشمال.
تظهر المقابر الملكية لمملكة جوسون في كوريا، التي بنيت بين العام 1408 و1966 امتزاج للعادات الصينية واليابانية من حيث الجثوة المحاطة بسور حاجب من الأحجار، أو في بعض المرات من تماثيل لحيوانات حجرية فوق الأرض كتماثيل الهانيوا اليابانية (الموجودة بالأسفل). وأمام المقبرة يوجد عادة واحد أو اثنين من الأضرحة التي تأخذ شكل حرف ال (تي) بالإنجليزية تبعد مسافة معينة عن المقبرة فوق أرض واسعة خلفها تل في العادة، حيث يكون بالقرب منها مناظر لمسطحات مائية وتلال بعيدة. تعد هذه الأضرحة محط أنظار طقوس تبجيل الأموات. ولكن منذ القرن الخامس عشر أصبحوا أكثر بساطة مع الاحتفاظ بالمناظر الطبيعية.

### اليابان

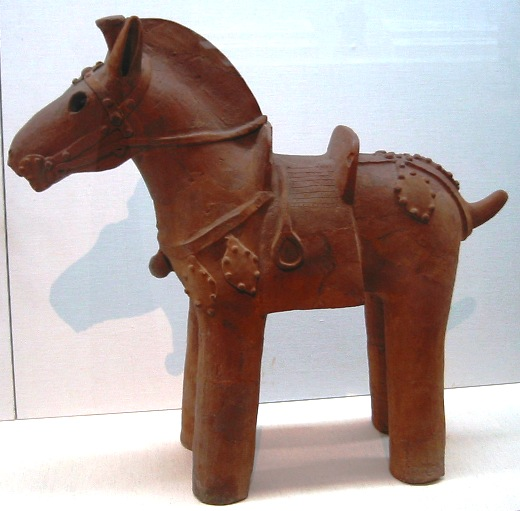
تمثال هانيوا الصلصالي الياباني من القرن السادس؛ دفنت مثل هذه التماثيل بجانب الأموات في فترة الكوفون (منذ القرن الثالث إلى السادس قبل الميلاد).

إن الفترة الممتدة بين القرنين الثالث والسادس من التاريخ الياباني تسمى بفترة الكوفون نسبة لكوفون؛ تلك القبور الإمبراطورية ذات الجثوات الضخمة التي غالبًا ما تأخذ شكل ثقب المفتاح وتكون أعلى جزيرة خندقية. لم يسمح أبدًا بالتنقيب في مثل هذه القبور، ولذلك تظل محتوياتهن المتوقع كونها مذهلة غير معروفة. هنالك أمثلة تم الاستفسار عنها لاحقًا وكشف أن معظم محتوياتها قد نهبت مثل مقبرة كيتورا، أما مقبرة تاكاماتسوزوكا فتحتفظ برسوماتها الجدارية. وفي حال اتجهنا أسفل الهرم الاجتماعي في ذات الفترة، سنجد أن تماثيل هانيوا المصنوعة من طين النضيج التي يصل طولها إلى حوالي متر كانت توضع فوق المقابر الأرسطوقراطية كي تكون علامة لها، مع العلم بترك بعض منها داخل القبر أيضًا فتمثل ممتلكات الميت مثل الخيول والبيوت حتى يستخدممها في ما بعد الموت كما يتضح. فيما بعد ذلك اختفت كلا من جثوات الكوفون وتماثيل الهانيوا بقدوم البوذية بصفتها الدين السائد في اليابان.
منذ ذلك الحين بقيت مقابر اليابان معلمة بشكل عملي باستخدام شواهد قبور رأسية مستطيلة بسيطة ولكن حسنة الشكل عليها كتابات. في ما يختص بالجنائز، فقد اتبعت الناس العادات البوذية حتى ولو انتموا إلى طوائف أخرى مثل الشنتو. البوداجي هو نوع خاص من المعابد شائع جدًا، غرضه الأساسي هو أن يكون بمثابة طريق لطقوس تبجيل الأموات، بالرغم من عدم كونه المحل الحقيقي الذي دفن به الميت في أغلب الأحيان. في الأصل كانت هذه العادة إحدى عادات الإقطاعيين، ولكن اعتادتها فئات أخرى من المجتمع منذ حوالي القرن السادس عشر. وعلى مر الأجيال استخدمت كل أسرة بوداجي معين، وكان من الممكن إيجاد قبر ثان بداخله في حال دفن الميت في مكان آخر. أما بين فترة ما بين القرنين الثالث عشر والتاسع عشر، دفن كثير من الأباطرة اللاحقين في معابد البوداجي الإمبراطورية مثل ضريح «تسوكي نو وا نو ميساساجي» في معبد «سينيدجي» في كيوتو.

### الأمريكتان

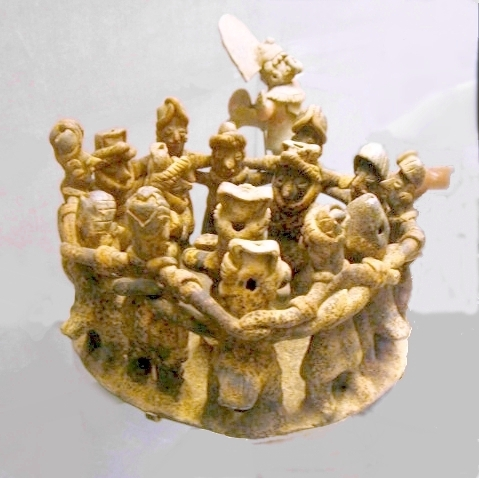
تابلوه لمدفن عمودي من ناياريت، المكسيك يرجع لعام 300 قبل الميلاد إلى 600 ميلاديًا.

على عكس الحضارات الغربية، فلقد افتقدت حضارة وسط أمريكا عنصر التوابيت الحجرية عمومًا، ماعدا بضعة الاستثناءات المميزة مثل مقبرة الملك "كينيج جاناب باكال" أو التوابيت الضائعة حاليًا من موقع الأولمك في لا فينتا. وبالتالي تكون معظم قبور وسط أمريكا في هيئة مرفقات القبور أو الأواني الجنائزية في ولاية واهاكا. من الأمثلة المشهورة على مرفقات قبور حضارة وسط أمريكا هي جزيرة جاينا وحضارة المايا التي تبعد عن ساحل ولاية كامبيتشي، بالإضافة إلى مقبرة المدفن العمودي الغرب مكسيكية. يمكن تمييز مقابر حكام شعب المايا عن طريق بعض الدلالات المرسومة الدالة على الإسراف في مرفقات القبور، وتميز أوانيهم بأنها حجرية عوضًا عن كونها فخارية، لا تحتوي على أية من الحاجيات المصنوعة خصبصًا للدفن.
تُعرف قبور جزيرة جاينا عن طريق وفرة تماثيلها الصلصالية. تم العثور على بقايا إنسانية في الألف مقبرة تقريبًا التي تم التنقيب عنها (من أصل 20000 ألف مقبرة) بجانب أواني زجاجية أو ملحية أو فخارية، وقطعة أو اثنتين من التماثيل الخزفية التي توضع فوق تابوت الميت أو بين يديه. إن الهدف وراء تلك التماثيل غير معروف، بسبب عدم تطابق السن والنوع، ولكنه من غير المرجح أن تكون بورتريهات للميت، وعلى الرغم من ذلك فالتماثيل اللاحقة كانت تمثل آلهة.
تم التعرف على المدفن العمودي غرب المكسيكي ذاك بالأخص عن طريق مرفقات القبور، التي تتضمن تماثيل خزفية جوفاء، ومجوهرات سبجة (زجاج بركاني) وصدفية، وأدوات فخارية، وأشياء أخرى (تصفح صورة الفليكر هذه لواحدة من إعادات الترتيب).من من يتمتع بسمات مميزة هي التابلوهات الخزفية المتنوعة التي تتضمن مشاهد قروية مثل مشهد لشباب يلعبون كرة وسط أمريكية. بالرغم أن تلك التابلوهات تصور مشاهد الحياة القروية، فقد اقترح أنها صورت مشاهد للعالم السفلي بدلاً (أو أيضًا). إن الكلاب الخزفية مشهورة أيضًا من القبور المنهوبة، ويعتقد البعض بإنها كانت تصوير لمرشدي الأرواح، مع العلم بأن الكلاب كانت أحيانًا مصدرًا رئيسًا للبروتين في وسط أمريكا القديمة.

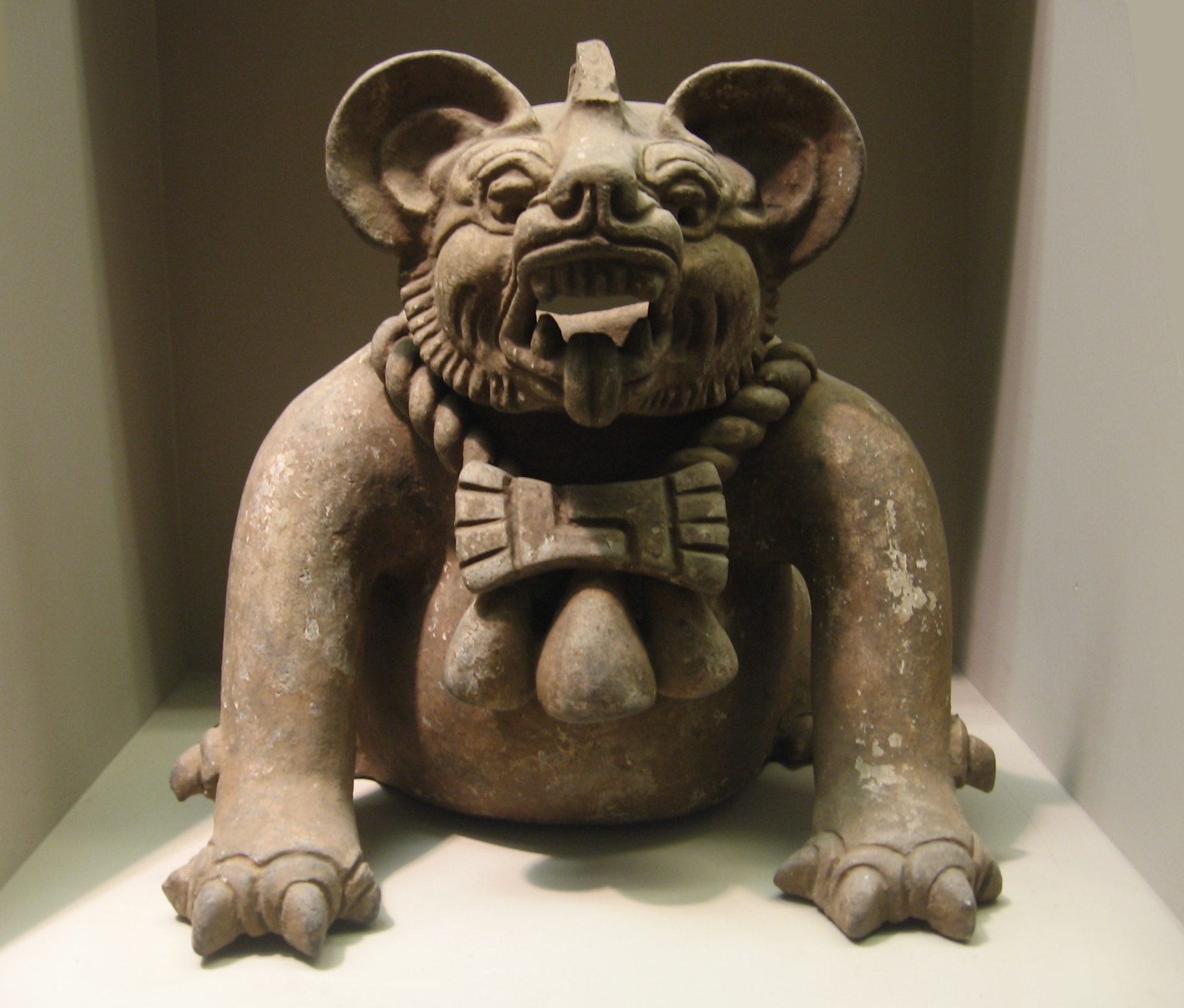
جرة جنائزية في شكل "الخفاش المعبود" أو النمر, من واهاكا, ويعود تاريخها إلى 300-650 ميلاديًا. "ويبلغ ارتفاعها: 9.5 بوصة (23 سم). إن "الخفاش المعبود" كان واحد من الآلهة المهمة لشعب مايا، إذ تشاركت حضارة زابوتيك في كثير من عناصر دينه".

تتميز حضارة الزابوتيك التي كانت في ولاية واهاكا على وجه الخصوص بالأواني الصلصالية الجنائزية مثل «الخفاش المعبود» (موجود بالجهة اليسرى). تم التعرف على عدد ضخم من الأواني. بعضها لآلهة وكائنات أخرى فوق طبيعية. أيضًا تظهر بعضًا منها في هيئة بورتريهات. إن المؤرخ الفني جورج كوبلر شغوف جدًا بمهارة صنعهم على الأخص، فيقول:
لم يكتشف صانعو فخار أمريكييون آخرون ظروف للصلصال الرطب اللدنة بالكامل أو حتى احتفظوا بأشكاله كاملة بعد الصقل (تعرضه لنار الأفران).... فقد استخدموا طبيعته الرطبة اللدنة في التصاميم الهندسية الأساسية ثم عندما تصبح شبه جافة شرعوا في تشكيل الخامات إلى سطوح مستوية مصقولة ذات حافات حادة. هذا ما جعلهم ذا عبقرية غير مسبوقة وابتكار من حيث الشكل.
تحتوي مقابر كهف ناج تونيتش عند المايا ومواقع أخرى على رسومات، ونصب تذكارية منحوتة، ومرفقات جنائزية في أواني فخارية، وأحجار اليشم الكريمة، ومعادن منهم أقنعة الموت. في الفترات الجافة وجدت أقمشة قديمة كثيرة في قبور حضارة باراكاس في أمريكا الجنوبية، كان الهدف منها هو ربط الجثة بإحكام بعدة طبقات من قماش منقوش متقن الصنع. دمجت صفوة قبور حضارة الموتشي التي احتوت خاصة على فخاريات رفيعة الصنع لتشكل مباني من طوب لبن استعملت أيضًا في التضحيات البشرية مثل «الهواكا دي لا لونا». مارست حضارات الأنديز مثل حضارة السيكان التحنيط، وتركوا ورائهم مرفقات جنائزية معدنية ومجوهرات تضمنت فؤوس طقوس التومي وأقنعة الجنائز الذهبية والفخار.
اعتادوا ميمبريس حضارة الموغويون دفن ميتيهم وفوق رؤوسهم زبديات تم ثقب (كما يسموه «تم قتل») مركزها في مراسم معينة حتى تستطيع روح الميت أن تحيا في عالم آخر. تعرض زبديات ميمبريس الجنائزية مشاهد للصيد ولعب القمار وزراعة المحاصيل وصيد الأسماك وممارسة الجنس والولادة.
إن بعض من جثوات أمريكا الشمالية مثل جثوة الجرايف كريك في فيرجينيا الغربية (تقريبًا من 250 إلى 150 قبل الميلاد) كانت بمثابة مواقع دفنية (مزارات)، بينما للجثوات الأخرى أهداف أخرى مختلفة.

## المجتمعات التقليدية

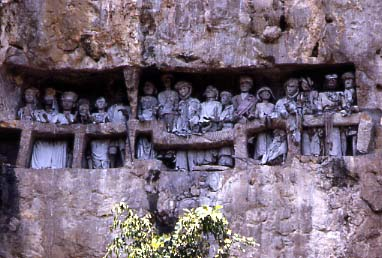
حجر جرف منحوت (توراجا) في إحدى مواقع الدفن. "تاو تاو" (تمثال للميت) ينظر باتجاه الأرض.

يختلف فن الشعائر الجنائزية اختلافًا شاسعًا عبر مجتمعات العالم التقليدية، ومعظم محتوياته مواد قابلة للتهشم كما ذكر في عدة مواضع أخرى من هذه المقالة. ففي محتمعات أفريقيا التقليدية عادة ما ارتبطت الأقنعة بالموتى ارتباطًا خاصًا، بعضها قد يلبس خصيصًا وبشكل أساسي لمراسم الجنائز. امتازت مراسم جنائز حضارة الأستراليين الأصليين بالرسم على الجسد؛ فابتكر شعب اليولنوغيو والتيوي سارية «البوكوماني» المنحوتة من جذوع الخشب الحديدي، بينما استخدمت شجرات الدفن المنحوتة بشكل واضح في جنوب غرب أستراليا. يشتهروا شعب توراجا في سولاوسي المركزية بعادات دفنهم المشهورة، التي تتضمن صنع دمى للموتى توضع أعلى المنحدرات. كانت مقابر الكاسوبي الملكية في أوغندا التي ترجع للقرنين التاسع عشر والعشرين عبارة عن مجمع دائري لمباني مصنوعة من القش، تشبه مساكن شعب الكاباكا السابقين من بوغندا ولكن كانت له خصائص معينة، ولقد دمرت عندما في حريق عام 2010.

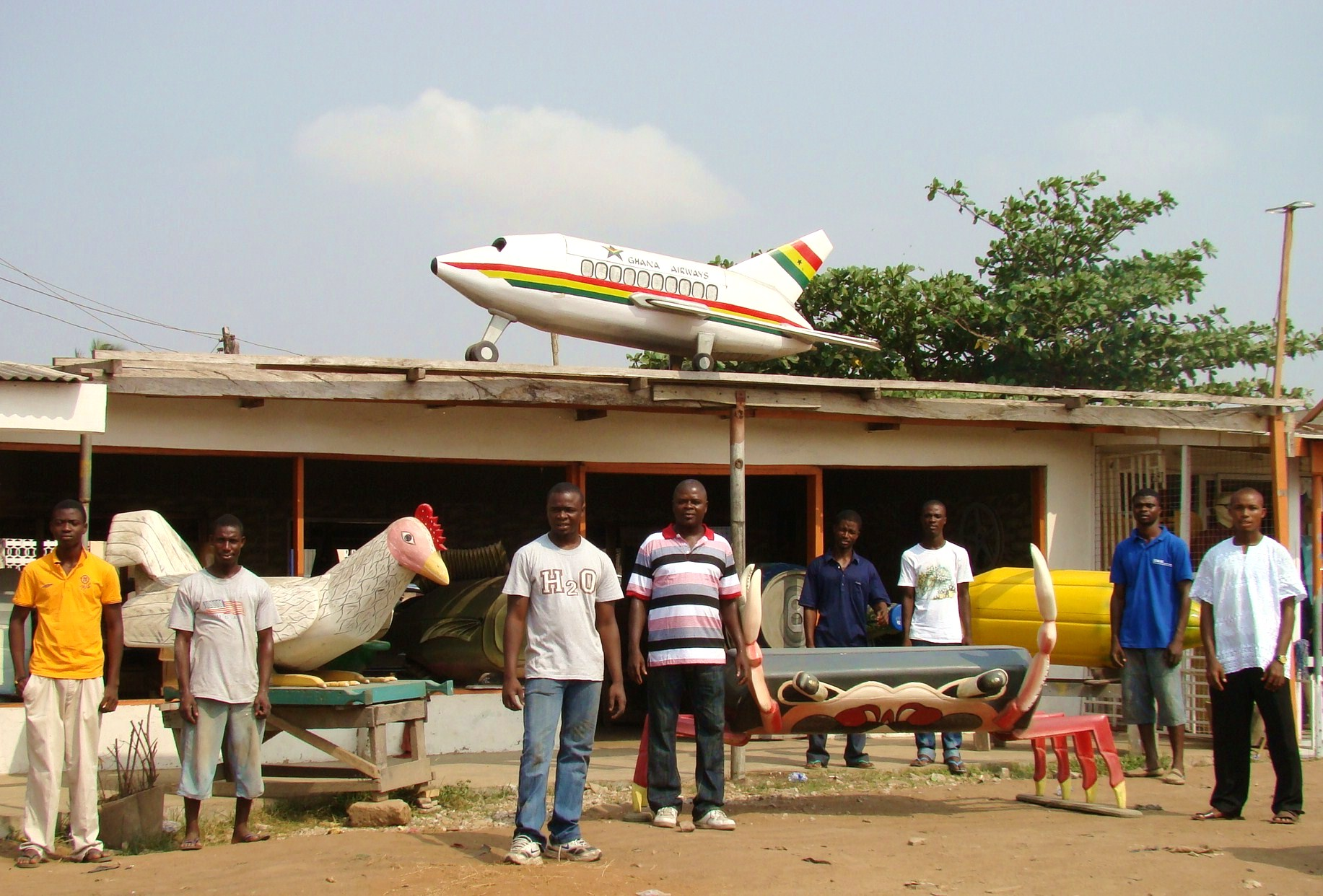
توابيت تقليدية تعرض في ورشة كين كوي للنجارة في تيشي.

في عدة حضارات ما زالت مرفقات القبور لاستخدام ما بعد الموت تدفن أو تحرق في مجتمعات شرق آسيا مثل أوراق الدفن الصينية (أوراق مزيفة يحرقوها في القبور). وفي غانا بين الجماعة العرقية «غا» توجد توابيت رمزية جيدة الصنع في هئية سيارات أو قوارب أو حيوانات خشبية. ترجع هذه الفكرة لسيث كين كوي في خمسينيات القرن الماضي.

## شعائر الفن الجنائزي والدين

### الهندوسية
يعد حرق الموتى عادة عند الهندوس، الذين يعتقدون أيضًا في التناسخ، ولذلك فالآثار الجنائزية قليلة جدًا عند الهندوس عن غيرها من الديانات الأخرى. ولكن إلى حد ما حديثًا ظهرت عادة في الأقاليم بين السمادي ماندير والأسر الملكية وهي نصب معبد تذكاري لقديس ما. قد يكونا هاذان الاثنان قد تأثرا بالعادات الإسلامية. فمن أفضل الأضرحة المعروفة هناك هي أضرحة ملوك أورتشا منذ القرن السادس عشر. هنالك ملوك آخرون بنيت لهم معابد تذكارية مناسبة من حيث الزمان والمكان، وهي كغيرها من المباني المماثلة من الثقافات الأخرى تقع خارج حيز هذة المقالة، مع العلم بأن أنغكور وات في كمبوديا هو الأكثر ابداعًا فيهم (واجب علي ذكره).

### البوذية
إن القبور البوذية عادة ما تكون بسيطة ومتواضعة بطبيعتها، حتى وإن وضعوا بداخل معابد ما. في بعض الأحيان تبنى مجموعات كبيرة بغرض مواكبة النمط السائد آنذاك. تبعًا لعادات البوذيين، فإن بقايا جسم غوتاما بودا بعد الحرق تقسم إلى آثار تذكارية مقدسة تعرف بال (سيتيا)، ولقد لعبت دورًا مهمًا في البوذية القديمة. تطورت الستوبا (الأبراج البوذية) بصفتها هيكل يحتوي ودائع سيتيا البودا في القرن الثالث قبل الميلاد من جثوات سهول نصف كروية إلى مباني ظاهرة مثل التي في سانتشاي في الهند والتي في بوروبودور في جاوة. تطورت أشكال متنوعة في الأقاليم الأخرى مثل باغودا الصين واليابان ومعابد اندونيسيا (تعرف بالكاندي) من الأشكال الهندية. ولكن لا بمكننا إطلاق مسمى المقابر على أي من هذه الأمثلة. إن عددًا من اللاما (راهب بوذي) التبتيين المهمين مدفونين في تشورتنات (أبراج بوذية تبتية) صغيرة إلى حد ما، مصنوعة أحيانًا من معادن نفيسة، توضع داخل أو خارج الأديرة، أحيانًا بعد عملية التحنيط. توجد أمثلة مثل دير الكورشا في سانزسكار ودير تاشايدينغ في سيكيم وأيضًا قصر بوتالا في لاسا، هذا غير العديد من الأديرة الأخرى. مع ذلك مازلنا لا نستطيع تصنيف التشورتنات (أبراج بوذية تبتية) مقابر.

### المسيحية

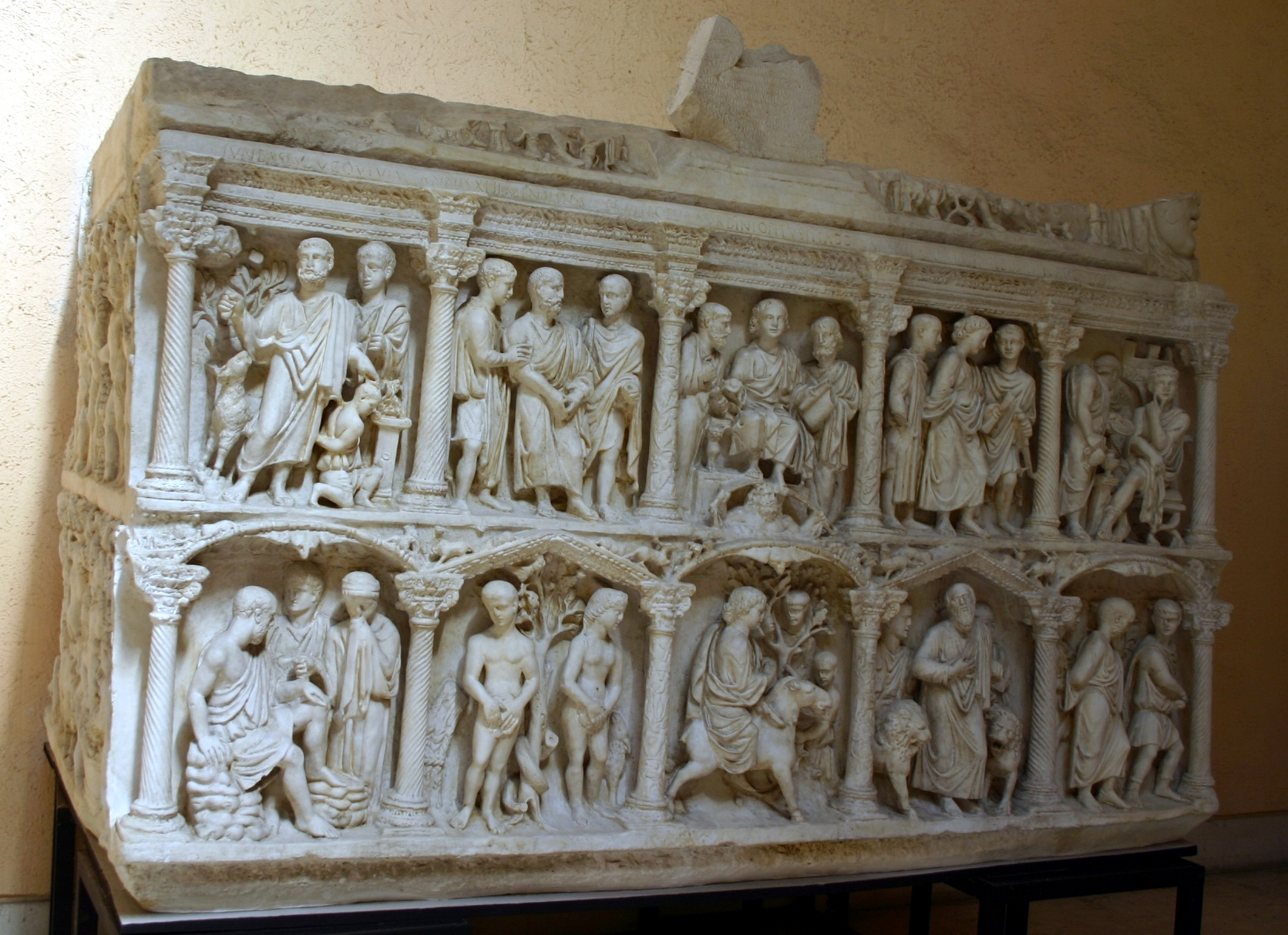
نصب جبسي لتابوت جونيوس باسوس الحجري.

تحتفظ سراديب الموتى في روما على معظم ما تبقى من الفن المسيحي الذي يرجع لعصر المسيحية المبكرة، عادة في هيئات لتصاوير جصية وتوابيت حجرية منحوتة. هذه البقايا تظهر فن الأيقنة (صناعة التماثيل) المسيحية الذي نشأ أغلبه من فن الديكور الروماني الشعبي، ثم أخذ من زخارف إمبراطورية رسمية وزخارف وثنية. ابتعد المسيحيين عن أيقنة (صناعة التماثيل) الرموز الدينية، فزينت التوابيت الحجرية بالحلي والرموز المسيحية مثل مونوغرام الرموز المسيحية والمشاهد المسيحية الروائية لاحقًا. ربما أدت عادة المسيحيين القدماء بعد انتهاء اضطهادهم ببناء الكنائس (أكثرهم شهرة هي كاتدرائية القديس بطرس) فوق قبور شهدائهم الذين في الأصل كانوا يدفنون سرًا أو في مقابر جماعية إلى ظهور الخاصية الأكثر تميزًا للفن الجنائزي المسيحي أو الآثار الكنائسية أو القبور التي بداخل الكنائس. تعتقد حضارات كثيرة تتضمن اليهودية والهندوسية والوثنية التقليدية في دناسة الميت عقائديًا، لذا فهم لا يخلطون بين المعابد ولا المقابر (مع ذلك تصفح حضارة الموتشي أعلى، وحضارة الإسلام بالأسفل).

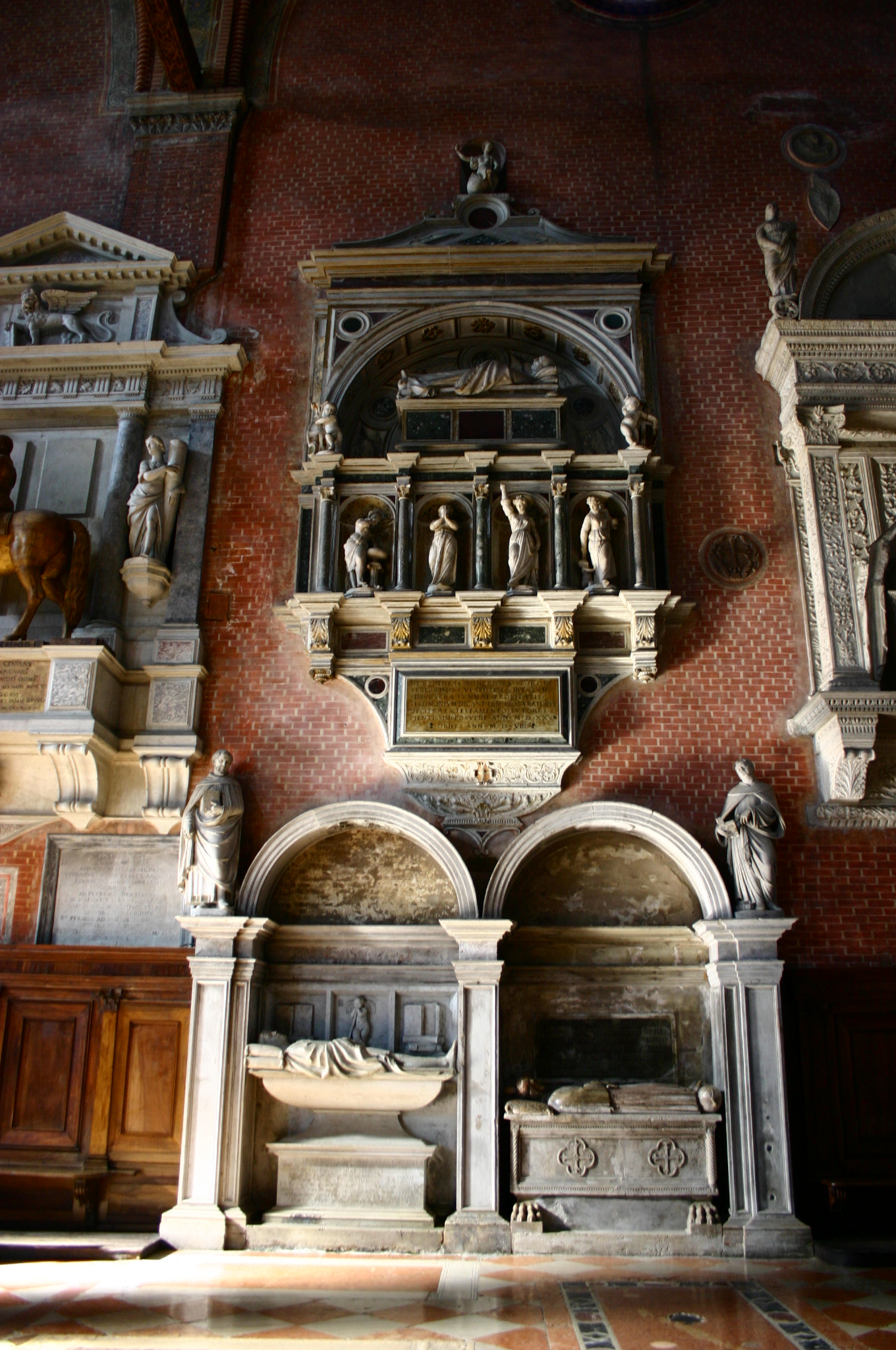
مدافن جدارية من القرون الوسطى وعصر النهضة تحتوي على تمثال الفارس في الجهة اليسرى لكاتدرائة القديسين يوحنا وبولس،البندقية.

يؤمن المسيحيون في يوم الحساب عند بعث المسيح مرأخرى، ولذا قد حدت الكنيسة الكاثوليكية من معارضتها لحرق الموتى في عام 1963 فقط. كانت العادة المفضلة للمسيحين هي الدفن، على الأقل حتى الوقت الحديث، هذا بالرغم أيضًا من استخدام معاظم ضخمة. كان الدفن (بقدر اتساع المساحة) عادة في مقابر مجاورة للكنائس، فوقها شاهد أو لوح حجري أفقي، قليلاً ما كانوا يوضعوا بالداخل فقط للأغنياء أو لرجال الدين المهمين. احتوت المدافن الجدارية التي بداخل الكنائس بالكاد على جثث الموتى ذاتها في توابيت حجرية، وأيضًا دفنت الجثث في سراديب أو في قبو الكنائس مع تماثيل أثرية جدارية لها. أما ذوي النفوذ وخاصة الملوك فعادة ما كانوا يدفنون في توابيت حجرية قائمة بذاتها، ربما تحاط بساحة مسورة واضحة استخدمت فيها المعدنيات وفن النحت؛ كانت أكبر هذه التوابيت الحجرية هو ضريح القديسين الذي اعتبر مزارًا ومقصدًا للحج فيما بعد. استغرق ضريح ماكسيمليان الأول إمبراطور الرومانية المقدسة في كنيسة «هوفكيرشي» بإنسبروك عقودًا ليكتمل، بينما استغرق ضريح «اركا دي سان دومينيكو» ببولونيا (إميليا رومانيا) عدة قرون ليصل إلى شكله النهائي.
لم يكن باستطاعة الأرثوذكسية الشرقية تطوير آثار المقابر مثل ما فعلت الكنيسة الغربية، بسبب تعصبها ضد المنحوتات القائمة بذاتها والتي في الحجم الطبيعي، وبذلك استمرت قبور الأثرياء وذوي النفوذ في اتباع العادة الكلاسيكية وهي الدفن في التوابيت الحجرية المزينة بالنقوش البارزة، ولكن على مر السنين كانت النقوش البارزة تمحى شيئًا فشيئًا حتى تبقى لنا القليل فقط من رموز دينية بسيطة. دفن قسطنطين الأول والأباطرة البيزنطيين اللاحقين حتى عام 1028 في كنيسة الحواريين المقدسيين في القسطنطينية، لكنها هدمت عند الفتح الإسلامي للقسطنطينية في عام 1453. توجد الآن بعض توابيت رخام السماقي الضخمة لكن البسيط معظمها من الكنيسة خارج متاحف إسطنبول للآثار.
إن مقبرة البابا المزيف يوحنا الثالث والعشرون في فلورنسا هي مدفن جداري ضخم من عصر النهضة بناه دوناتيلو وميكيلوتزو؛ وعلى الرغم من كلاسيكية شكلها، فإنها تعكس تكدس منسجم إلى حد ما غير لعناصر نموذجية مختلفة في القبور القوطية الكبرى؛ فإنها تحتوي على تماثيل في الحجم الطبيعي ممددة على التوابيت الحجرية، وهي عادة كانت شائعة منذ فترة الفن الرومانسيك وإلى فترة المعمار الباروكي وما بعده. أحيانًا ما كانت الأسر الحاكمة تدفن مع بعضها غالبًا في الأديرة؛ أسس دوق الفالوا بورغندا «دير شامول الديكارتي» في عام 1383 للغرض ذاته، كما تعد مقابر السكليجر في فيرونا مقابر مغطاة قوطية قائمة بذاتها، ولكنها خارج الكنيسة في ساحة مسورة خاصة غير محدد طولها. هنالك عدة كنائس مهمة تختوي على أعداد كبيرة من أثريات مثيرة للإعجاب، صنعها نخبة المهندسين المعمارين والنحاتين في ذلك الوقت مثل كاتدرائية القديس بطرس في روما وكاتدرائية سانت بول في لندن وكاتدرائية القديسين يوحنا وبولس في البندقية (خمسة وعشرون دوج (قاضي أول)) وكاتدرائية كنيسة سانتا كروتشي في فلورنسا. أيضًا امتلأت كنائس الأبرشية المحلية في الغالب بأثريات تتضمنت قطعًا أثرية ضخمة ومهمة فنيًا بالنسبة لملاك الأرض المحليين والمرموقين. فأحيانًا ما كانت تضيف العائلات البارزة مصلى يحتوي على مقابرهم لاستخدامها الخاص؛ ففي الدول الكاثوليكية كانت الناس تصرف الأموال كي تُقرأ على أرواحها القداديس دائمًا وأبدًا. وبحلول عصر النهضة العليا بقيادة مايكل انجلو، امتلأت القبور بالرسوم، كما صورت التماثيل في هيئة الجلوس ثم واقفة فيما بعد. وفي بعض الأحيان كانت التماثيل متجهة نحو المذبح أو راكعة أمامها في مظهر جانبي (في هيئة بروفيلية).

### الإسلام
ترأس فن الشعائر الجنائزية في الإسلام الفن المعماري. إذ لم تستخدم مرفقات القبور بشكل كبير حتى إن غيابهم من القبور صار المعيار السائد في قبور المسلمين. فكانت الطبقة الحاكمة والرموز الدينية المهمة تدفن في توابيت حجرية بسيطة وفق العادة، وربما يوجود عليها بعض الكتابات. على أية حال فإن الفن المعماري كان يتيح فرصة «للتحرر من قيود رسمية طقوس الدفن الإسلامية» والتعبير عن أبعاد المجتمع عن طريق توضيح منزلة الميت الاجتماعية والدينية وهويته والاعتزاز به. ظهر عدد من العادات المعمارية المميزة لتوضيح تلك البيانات الاجتماعية. ولكت كانت السرعة بطيئة إذ تًدين الأحاديث النبوية بناء المقابر، وأكد ذلك محمد نفسه بطلبه أن يدفن في قبر غير معلم في إحدى غرف بيته بالمدينة، ولكن بحلول القرن الثاني عشر على الأقل صار المسجد النبوي الكبير علامة لموقع القبر. إن أول المقابر الإسلامة التي تم التعرف عليها هي في سامراء بالعراق وهو يرجع إلى العام 862 فقط حيث كانت لأميرة بيزنطية، دفن بها ابنها. وبمرو الوقت تطورت العادة إلى احتواء منظر طبيعي، ربما تبعًا لمفهوم المسلمين عن الجنة. وحين درست هذه الفكرة تم تأكيدها، ولكن مع صعوبة إعادة تأهيل الأماكن لتكون الحدائق بالنسبة لفن المعمار، أصبح اتباع آثار مراحل القبور البدائية مهمة صعبة. ولكن على أية حال، أصبحت الخدائق المحيطة بالقبور مشهورة في أجزاء كثيرة من العالم الإسلامي وحتى الحدائق المبهجة لائمت هذا الغرض أيضًا. استخدمت أمثلة الشرباغ الفارسي الرسمي بتوسع في الهند وإيران وبلدان أخرى.
لقد كان مثمن مسجد قبة الصخرة في القدس ذا تأثير أيضًا، الذي لا يعتبر ضريحًا في حد ذاته، بل «النموذج الإسلامي الأول للمباني التذكارية ذات التخطيط المركزي» مبني على الطراز البيزنطي لقبور الشهداء داخل مبنى قائم بذاته، بالرغم من بناءه في ساحة حجرية عوضًا في حديقة. ظهرت بعد ذلك عادة بناء أضرحة صغيرة في الحجم نسبيًا في إيران، عادة ما تكون في هيئة أبراج قصيرة من قباب سداسية أوثمانية تحتوي على غرفة واحدة مثل مقبرة مالك. أما فيما بعد تطورت مقابر الغرف الوحيدة تلك لتصبح أكبر في عصر الإمبراطوريتين تيموريون وإمبراطورية مغول الهند، مثل مقبرة تيمورلنك الملقبة بغور أمير في سمرقند ومقابر مغول الهند الشهيرة التي اكتلملت لاحقًا لتصبح تاج محل المعروف. بنيت معظم مقابر مغول الهند في شرباغ جداري كبير أو حدائق مغولية مع قُصيرات (أبنية تعلوها قباب) أحيانًا في الزوايا وبوابات الحراسة. يتموضع تاج محل في نهاية الحدبقة حيث يطل على نهر يمنا أمامه؛ بالرغم من أن بناء مثل تلك المباني يكون مركزي في العادة. من الممكن أن تحتوي أمثلتها على مآذن رغم عدم استخدامها بصفتها مساجد عامة. أما مثال مقبرة جهانكير فلا تحتوي على أية قباب، في حين أن مقبرة سيكاندرا تحتوي على قباب صغيرة للزخرفة فقط. بنى حكام هنديون مسلمون آخرون مقابر أخرى مشابهة مثل مقبرة غول غامباز.

## العصر الحديث

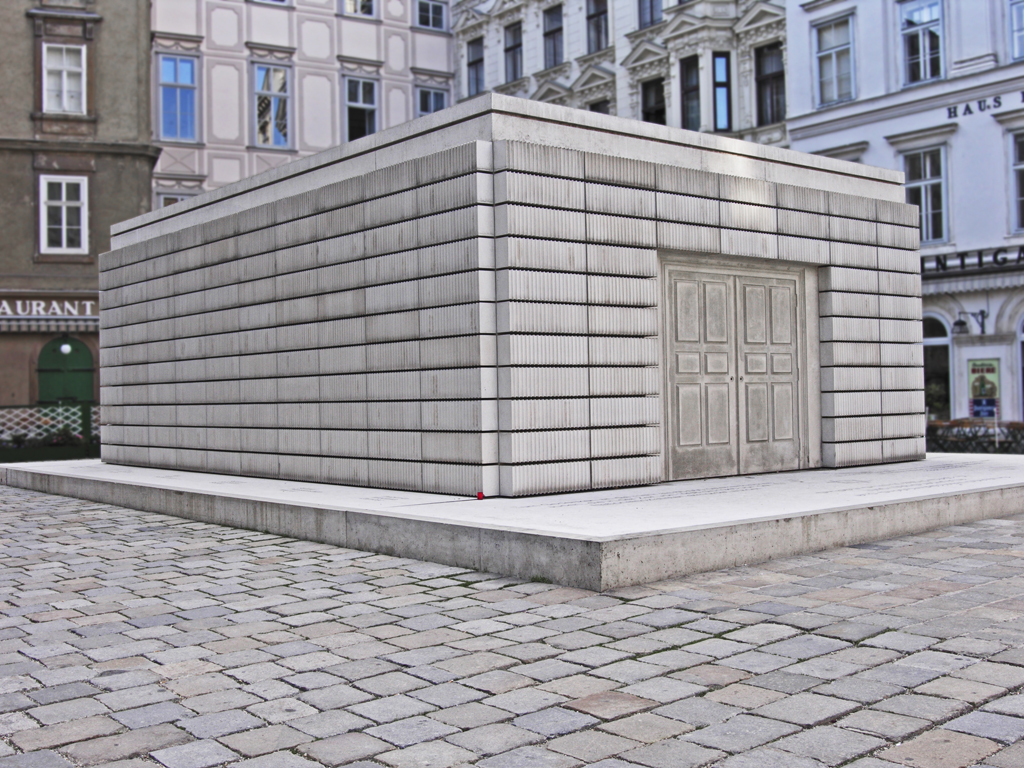
نصب اليودنبلاتز للهولوكوست التذكاري ليهود النمسا الذين قتلوا في الهولوكوست، ووصل عددهم إلى 65,000. صممه رايتشل وايتريد واكتمل في عام 2000

غالبًا ما تكون الفنون الجنائزية محافظة من حيث الإسلوب، حيث إن كثير من علامات القبور في ثقافات متنوعة تميل لاتباع النماذج التقليدية، وكثير غيرهم تعكس روح الحداثة أو أساليب حديثة أخرى. لا يزال بناء النصب التذكارية التي تعرض تذكارات جماعية لمجموعة معينة من الأموات مستمرًا، وخاصة تلك المتعلقة بالحروب، حتى إنها بدأت تأخذ مكان النصب التذكارية الفردية أو العائلية، لأن النصب الأكبر هي الشكل السائد حاليًا؛ هذا مع العلم بأن قادة السياسة الغربيين عادة ما يدفنون في مقابر بسيطة. هنالك عدد من النصب التذكارية الكبيرة تقليدية بوضوح، وهنالك أيضًا نصب تعكس أساليب أكثر حداثة منهم: النصب التذكاري لحرب فيتنام وعدة نصب تذكارية للهولوكوست مثل ياد فاشيم في القدس ونصب فيلديف التذكاري في باريس (1994) ونصب محرقة اليهود في أوروبا التذكارية في برلين (2004) ونصب اليودنبلاتز للهولوكوست في فيينا (2000). إن تلك النصب تتبع إسلوبًا معاكسًا بشكل ملحوظ لمعظم نصب الحروب التذكارية التي بنيت لجيوش الحرب العالمية الثانية؛ فنصب موتى الحرب العالمية الأولى التذكارية الأقدم التي اتبعت الحداثة، كانت تزال أحيانًا بعد نصبها بفترة للاعتقاد بأنهم غير ملائمين. كان لبعض من نصب الحروب التذكارية خاصة في بلدان مثل ألمانيا تاريخ سياسي مضطرب مثل نصب «نويه فاخي» التذكاري المقدس في برلين.
لاحظ بعض النقاد أزمة في نمط النصب التذكارية العامة بدأت منذ 1945، عندما رأت الناس أن اللغة الرمزية التصويرية التقليدية واستحضارها القيم القومية غير كافي، خاصة من حيث عمليات الإبادة جماعية، ولو في الجهة الغربية للستار الحديدي على الأقل. أما في الكتلة الشرقية الشيوعية كان نمط الواقعية الاشتراكية السائد لا يزال ملائمًا ولو من وجهة نظر ذوي النفوذ. أما جيل النصب التذكارية للحروب المجردة والمفهومية والهولوكوست التي تبنى في الغرب منذ التسعينيات فيبدوا أنه أخيرًا وجد القرار لمثل هذه القضايا.
تم بناء عدة أضرحة ضخمة لقادة سياسيين منهم: ضريح لينين وأضرحة كل من أتاتورك وجنة وكيم ايل سونغ وتشي غيفارا هذا غير عدة نصب تذكارية رئاسية في الولايات المتحدة، وبالرغم من أن القبور الحقيقية للرؤساء الحديثين بسيطة للغاية، فإنها تتضمن مكتبات رئاسية ومتاحف تجعلها الآن أكبر النصب التذكارية. أما ضريح الخوميني هو عبارة عن مجمع مساجد ضخمة تصل لضخامة أي من أمثلة القرون الوسطى لا أقل، لأنها تتضمن أكثر من 20,000 موقف لركن السيارات.